# Sint-Pauluskathedraal (Luik)
De Sint-Pauluskathedraal, ook wel Kathedraal van Luik (Frans: cathédrale Saint-Paul of cathédrale de Liège), is de hoofdkerk van het bisdom Luik in de Belgische stad Luik.

## Geschiedenis

### Bouwgeschiedenis
De kerk werd volgens de overlevering in 966 door de Luikse bisschop Heraclius († 971) gesticht op de plaats van een oudere kerk of kapel, gewijd aan Sint-Germanus. De locatie bevond zich destijds op een eiland in de Maas. De opvolger van Heraclius, Notger (930-1008), zou de kerk hebben voltooid. Over het uiterlijk van deze eerste kerk is niets met zekerheid bekend; waarschijnlijk betrof het een bescheiden bouwwerk in vroegromaanse (Ottoonse) stijl.
Het huidige kerkgebouw in gotische stijl ontstond van de dertiende tot de vijftiende eeuw. De eerste bouwfase begon in 1240 en omvatte het koor (nog zonder apsis en met een vlakke vloer), het transept en de onderste delen van de eerste twee traveeën van het schip. Deze bouwfase is nog traceerbaar bij de zuilen en kapitelen in dit kerkdeel. Vervolgens werden na 1251 de eerste twee traveeën overwelfd, waarbij ook het triforium werd aangebracht. De wijding van de kerk vond plaats op 11 april 1289.
Kort na 1333-1334 werd de rest van het schip gebouwd, inclusief de lichtbeuken en het noorderportaal. Daarna volgden de kapellen grenzend aan de noordelijke zijbeuk. Rond dezelfde tijd werd de vijfhoekige apsis gebouwd en de twee apsiskapellen, die de oostelijke beëindiging van de zijbeuken vormen. Ten slotte volgden de kapellen aan de zuidbeuk, die de plaats innamen van de noordelijke kloostergang van de kruisgang. De bouw van de nieuwe toren begon rond 1390. De voltooiing van de kerk vond plaats in de periode 1417-1430.
De kruisgang is laatgotisch en dateert uit de vijftiende en zestiende eeuw. Het aan de kruisgang grenzende westportaal dateert eveneens uit de 16e eeuw.
In de loop van de negentiende eeuw werd de kerk ingrijpend gerestaureerd. De nooit afgebouwde toren werd in 1812 verhoogd met een extra travee (de verdieping met de spitsboogvensters) en een nieuwe torenspits (met erkertorentjes). Het carillon van de oude kathedraal kreeg een plaats in de klokkentoren van de nieuwe kathedraal. Bij de restauratie van circa 1850-1875 onder leiding van architect Jean-Charles Delsaux werd het koor verbreed met dubbele zijbeuken. De met pinakels overladen borstwering van de noordgevel dateert eveneens uit die tijd.

### Van kapittelkerk naar kathedraal
De Sint-Pauluskerk was vanaf de tiende eeuw tot aan de Franse Revolutie een van de zeven kapittelkerken van Luik (het kathedraalkapittel niet meegerekend). Aan het kapittel waren dertig kanunniken verbonden. Hun voornaamste taak was het koorgebed, waarvoor ze meerdere keren per dag samenkwamen in het koor van de kerk, waar ze plaats namen in het koorgestoelte. Het koor was door middel van een koorhek of doksaal fysiek afgescheiden van de rest van de kerk.
Na de komst van de Fransen (1792, daarna opnieuw in 1794) werden alle kloosters en kapittels in Luik opgeheven en hun bezittingen geconfisqueerd. In 1796 werd ook het Sint-Pauluskapittel opgeheven. De kerk werd door de Franse overheid in beslag genomen en alle kostbaarheden werden verwijderd en verkocht. De kerk deed daarna dienst als slachthuis voor het garnizoen, waarbij de kloostergangen als stallen fungeerden.
Als gevolg van het Concordaat van 1801 tussen Napoleon en de paus werd het bisdom Luik opnieuw opgericht. Aangezien de oude Sint-Lambertuskathedraal tijdens de Luikse Revolutie (1789-1795) en in de jaren van de Franse bezetting (1794-1814) was afgebroken, werd de Sint-Pauluskerk verheven tot de nieuwe kathedraal van het bisdom.

### Chronologie
- 966: stichting van de kerk door bisschop Heraclius.
- 1240: aanvang bouw gotische kerk.
- 1289, 11 april: inzegening van de gotische kerk.
- 1374, 28 januari: overstroming van de Maas, waarbij de kerk alleen per boot kon worden bereikt.
- 1408, 28 januari: overstroming van de Maas, waarbij boeken, oorkonden en ornamenten in de schatkamer werden beschadigd.
- 1445, 6 juni: eerstesteenlegging door Daniël van Blochem van de gotische kruisgang.
- 1456, 6 april: brand in de kamer van de rector van de kapittelschool. De brand breidde zich niet verder uit.
- 1464: overstroming van de Maas.
- 1530: installatie van gebrandschilderd raam in het noordertransept, geschonken door kanunnik Léon d'Oultres.
- 1560: deken Jean Stouten van het Sint-Pauluskapittel laat door Gautier Morberius een getijdenboek drukken, het oudste in Luik gedrukte boek (thans in museum Grand Curtius).
- 1556-1564: bouw van het westportaal, naast de toren.
- 1557, 1558: installatie van gebrandschilderde ramen in het schip.
- 1571, 7 februari: overstroming van de Maas. Op een pilaar achter in de kerk is een chronogram gegraveerd met een lijn die de hoogte van het water aangeeft.[noot 2]
- 1643, 15 januari: overstroming van de Maas, die de Pont des Arches wegvaagde en enorme schade veroorzaakte op het Maaseiland. In de Sint-Pauluskerk steeg het water van de Maas 1,35 meter boven het huidige trottoir. Ook nu werd een chronogram aangebracht op een pijler van het oksaal.[noot 3]

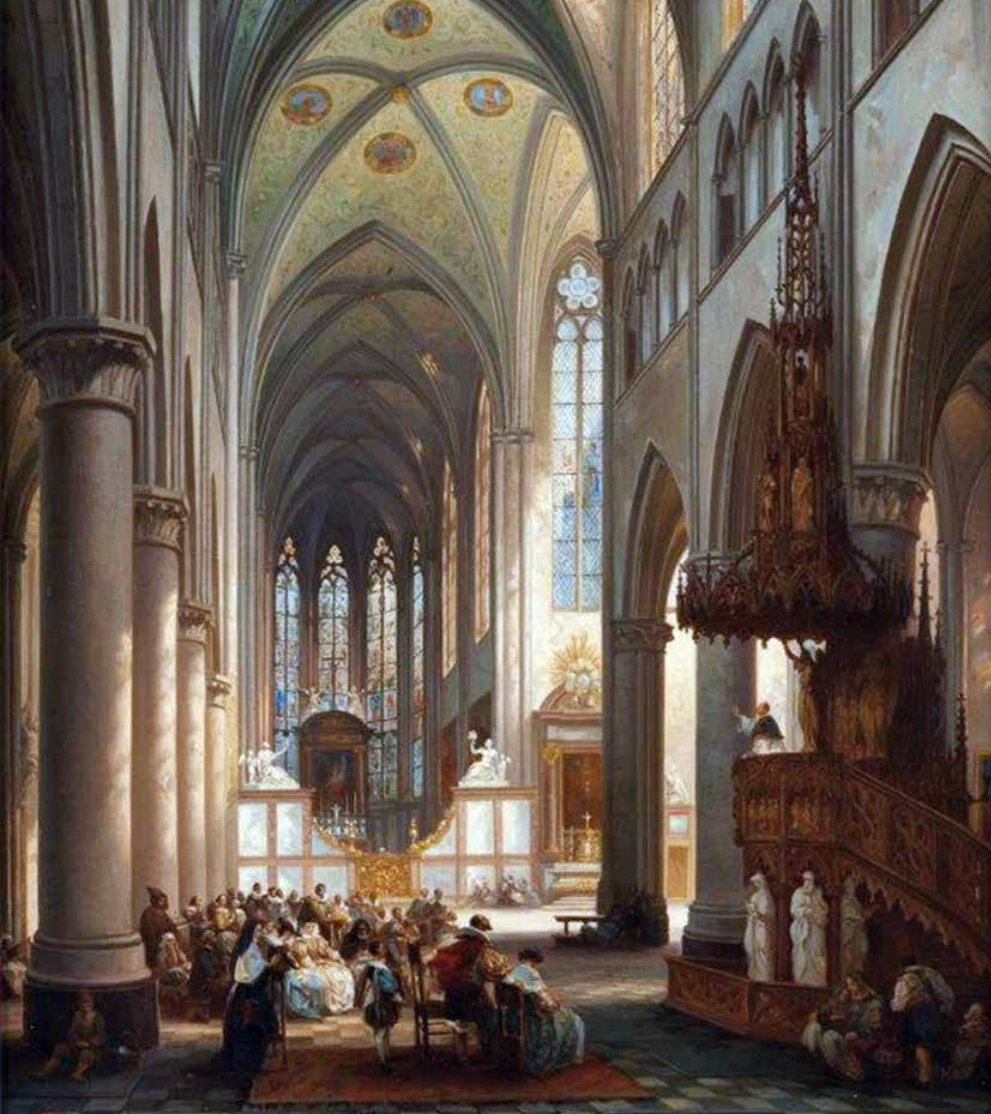
Het kerkinterieur met de nieuwe preekstoel (Victor-Jules Génisson, 1860)

- 1755, december: aardbeving in Luik, een naschok van de verwoestende aardbeving in Lissabon. Er worden processies gehouden en enkele kerken, waaronder de Sint-Pauluskerk, blijven negen dagen achter elkaar geopend.
- 1790: na de afbraak van de verdedigingstoren op de Pont des Arches, wordt de Christus van Jean Del Cour die sinds 1663 op deze toren stond, overgebracht naar de Sint-Pauluskerk.
- 1796: het kapittel wordt opgeheven. De kerk is in gebruik als paardenstal.
- 1802: de voormalige kapittelkerk wordt kathedraal van het bisdom Luik.
- 1803: de kerkschat van de oude kathedraal keert vanuit Hamburg terug naar Luik.
- 1812: de toren wordt verhoogd.
- 1843: de neogotische preekstoel van Willem en Jozef Geefs wordt geplaatst. Enkele marmeren beelden volgen later; het laatste, Satan, in 1848.
- 1867: eerste historische studie over de kathedraal: Essai historique sur l'église de Saint Paul door O.J. Thimister.
- 1926: overstroming van de Maas (ook elders in het Maasdal, onder andere in Maastricht). Bij het noorderportaal bevindt zich een metalen plaquette, die de hoogte van het water aangeeft.
- 1996: begin van de restauratie van de kloostergang.
- 2018: voltooiing van de restauratie van de kloostergang en vernieuwing van de schatkamer.
- 2016: begin van de restauratie van het dak en het schoonmaken van de gevels van de kathedraal. Tevens herplaatsing van het gerestaureerde, door Léon d'Oultres geschonken renaissanceraam, dat sinds 1990 uit veiligheidsoverwegingen was opgeslagen.
- 2021: installatie en opening van de nieuwe deuren van het noordportaal. Tevens het (voorlopig) einde van de kerkrestauratie.

## Beschrijving

### Kerk, exterieur
De Sint-Pauluskathedraal is een gotische kruisbasiliek met een koor met vijfhoekige apsis, een transept, een driedelig schip met zijkapellen, en een westtoren. Het gebouw is opgetrokken uit tufsteen en grijze kalksteen. De toren met een hoge torenspits is grotendeels neogotisch. Het noordportaal is waarschijnlijk veertiende-eeuws. De bovendorpel draagt een inscriptie die vroeger op het zegel van de stad prijkte: Sancta Legia Ecclesiae Romanae Filia ("Heilig Luik, dochter van de Kerk van Rome"). In 2021 werden de neogotische deuren van het noordportaal vervangen door nieuwe, goudkleurige. De ontwerper, Jacques Dieudonné, ontwierp ook het glas-in-loodraam erboven. Het westportaal naast de kerktoren biedt zowel toegang tot de kerk als de kruisgang. Het werd gebouwd tussen 1556 en 1564. Het fronton is versierd met de wapens van de prins-bisschoppen Cornelis van Bergen (bisschop) en Robert van Bergen.

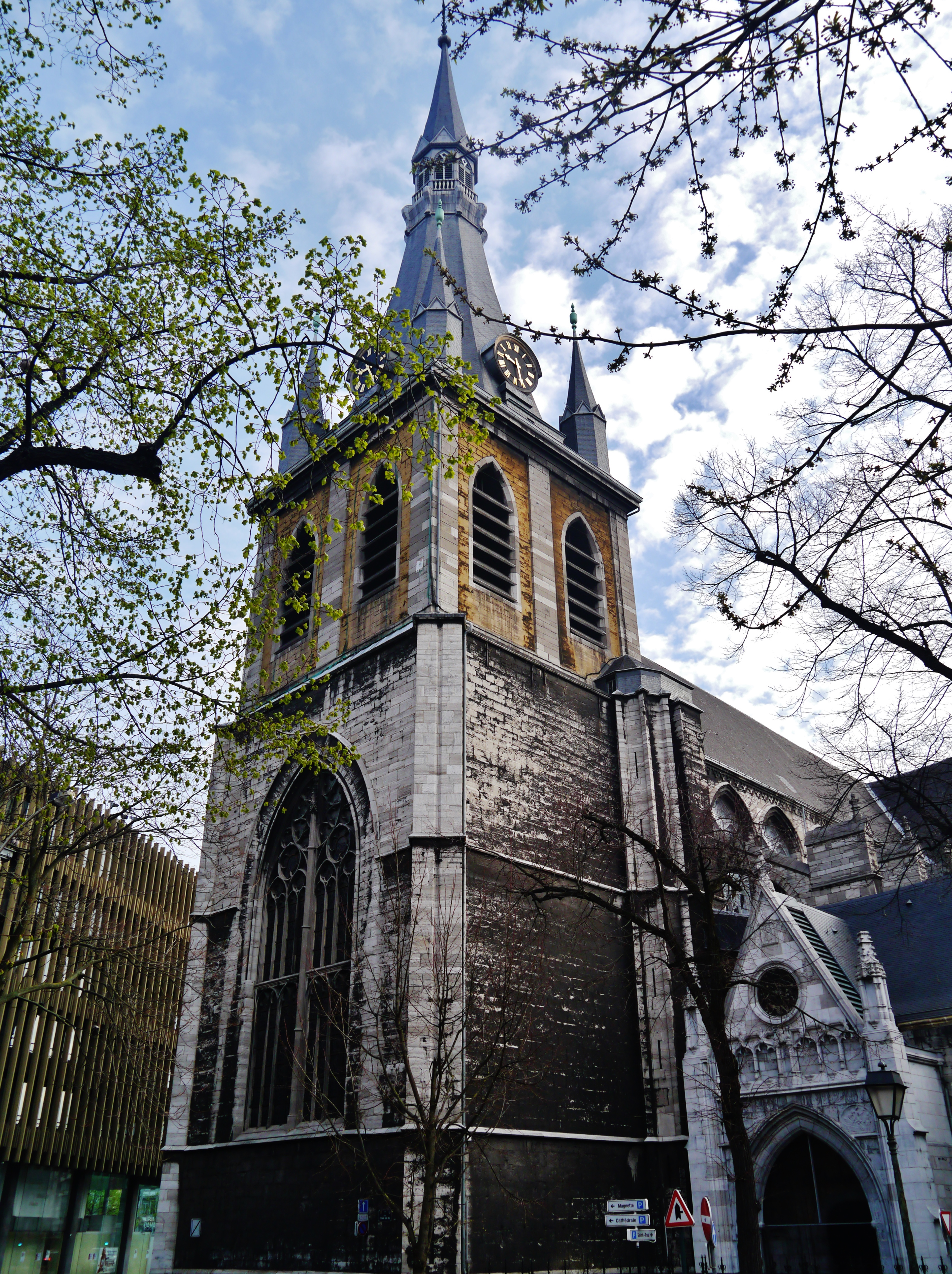
Toren vanuit het zuidwesten
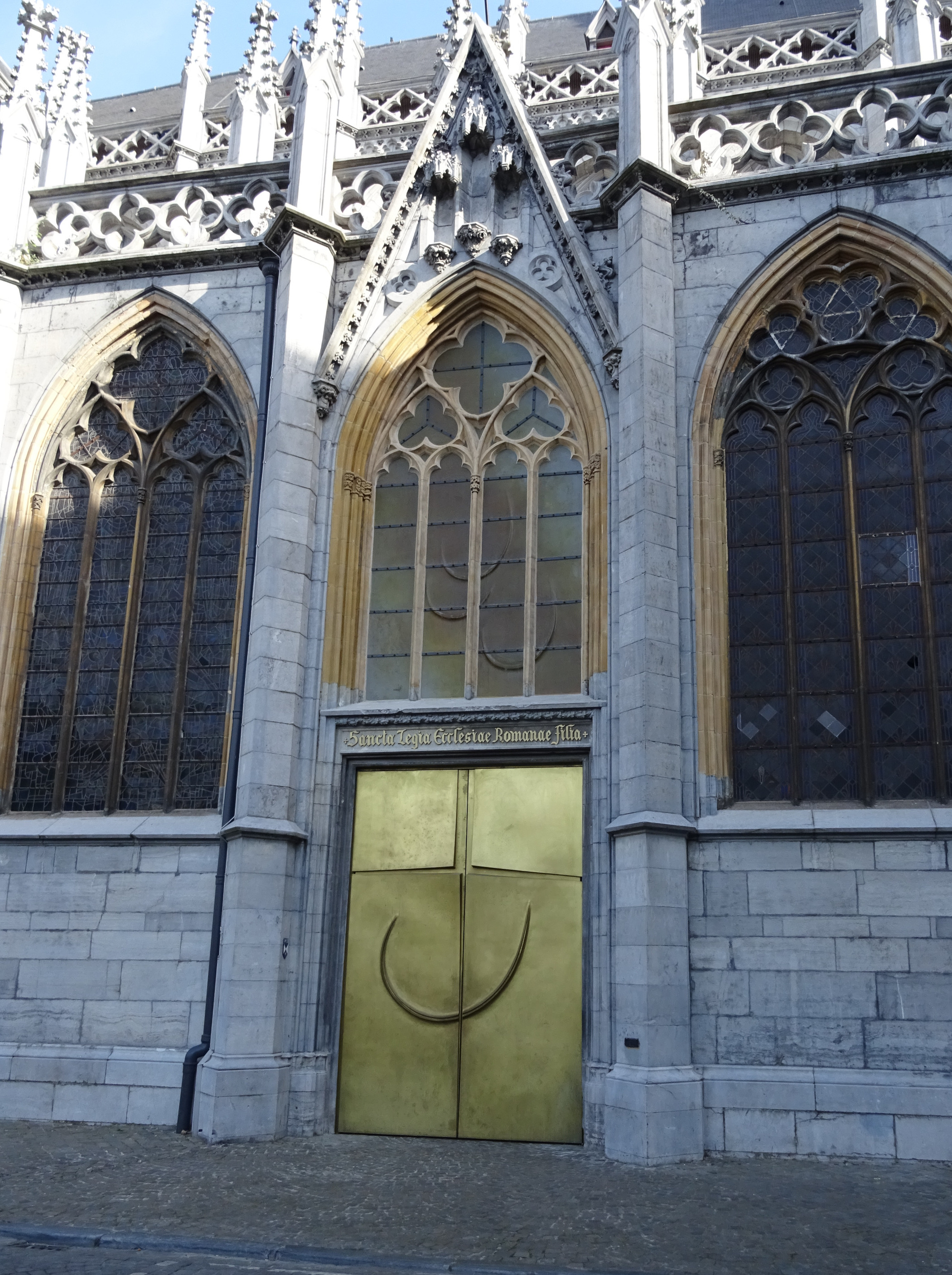
Nieuwe deuren noordportaal
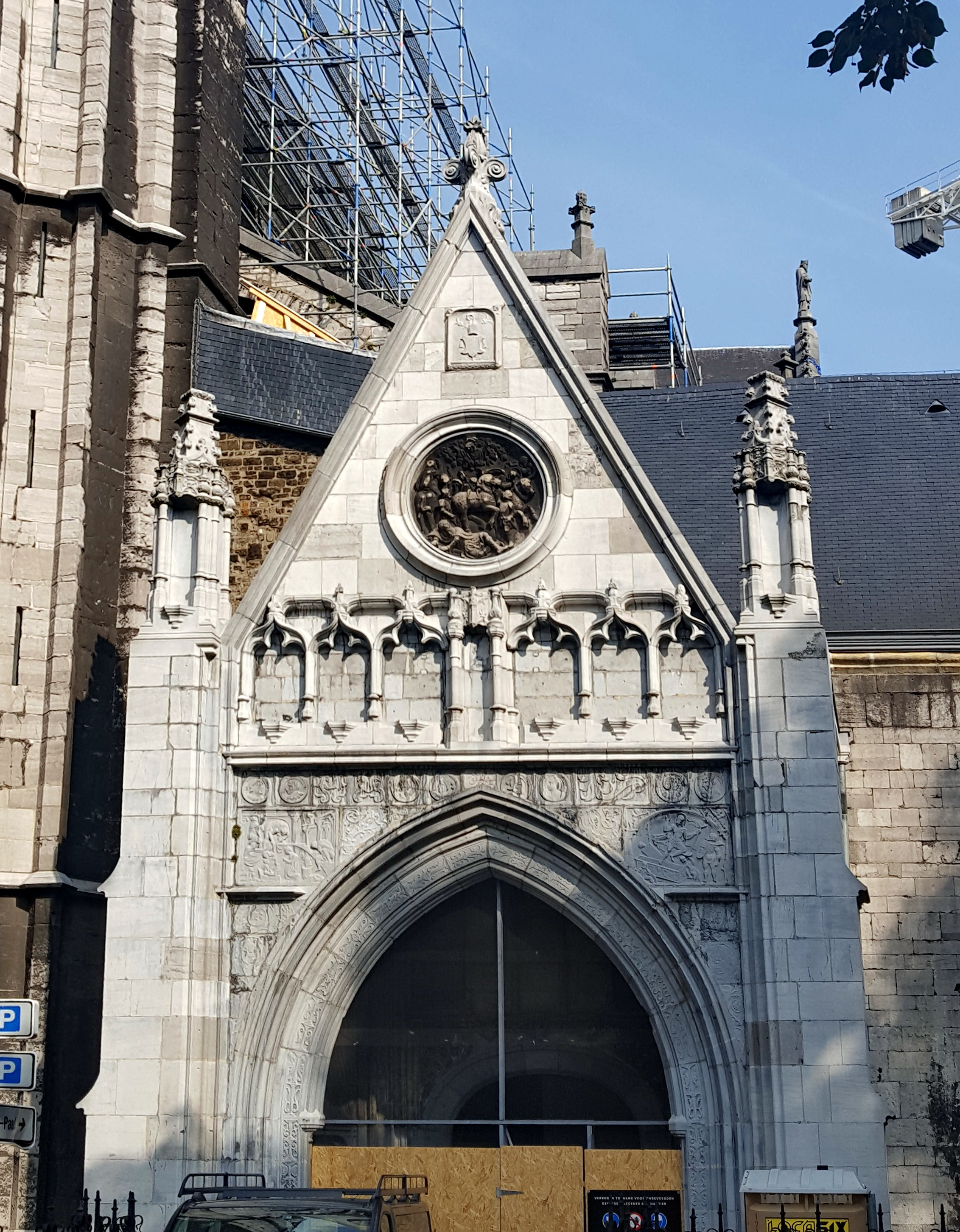
Westportaal tijdens renovatie
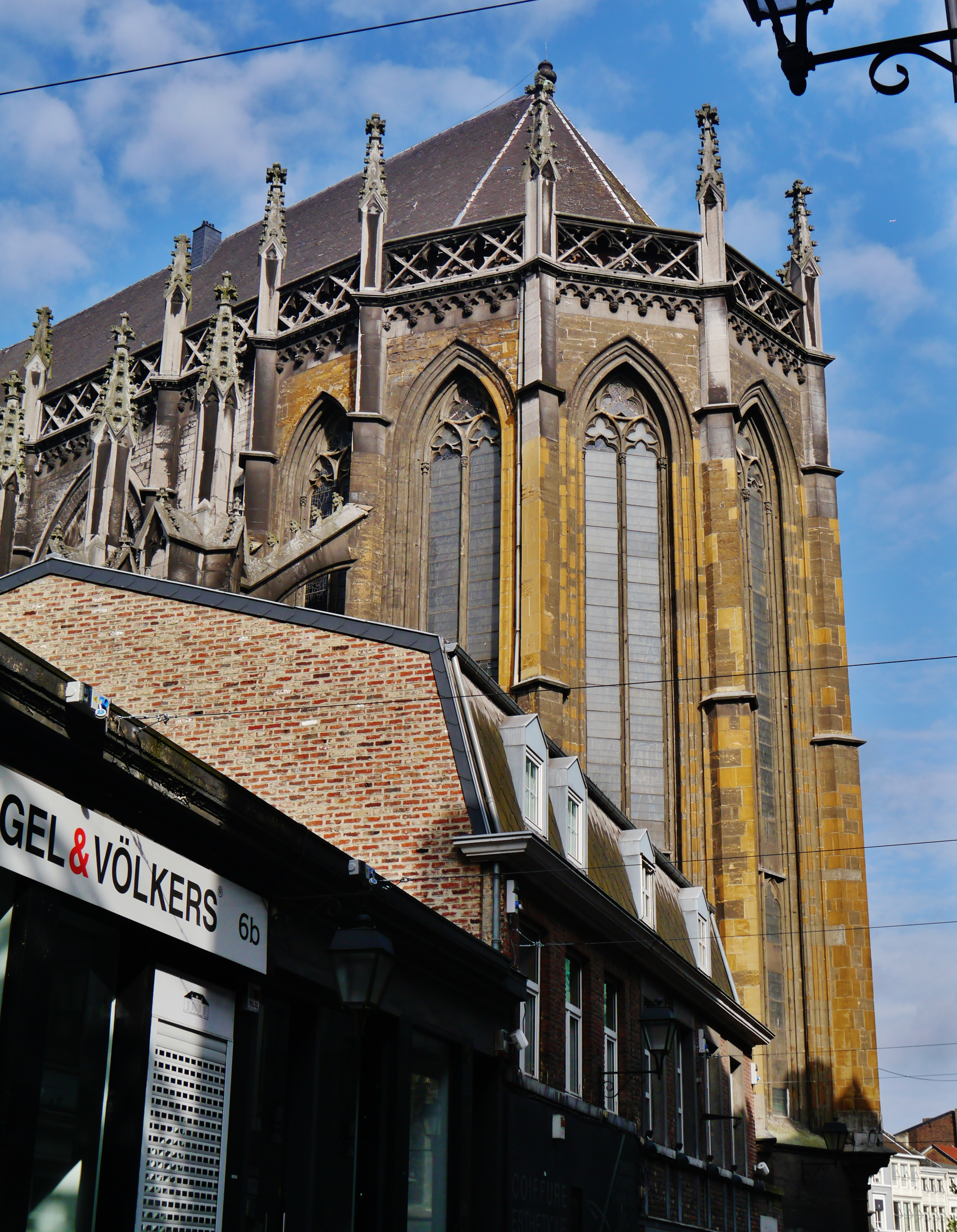
Koor vanuit het zuidoosten

### Kerk, interieur
Het interieur van de kerk heeft een totale lengte van 82,75 m (inclusief de beide koren). De breedte van het middenschip en het oost- en westkoor bedraagt 11 m. De transepten zijn, gemeten van noord naar zuid, 33,5 m lang en 11,6 m breed. De maximale hoogte is 24 m. Bijzonder is dat zowel het oostkoor, de transepten, het middenschip en het westkoor (dat zich onderin de toren bevindt) dezelfde hoogte hebben. Het schip bestaat uit zeven traveeën en heeft een rijk gebeeldhouwd triforium. Het imposante gewelf rust op cilindrische zuilen met bladkapitelen. De kerkvloer bestaat uit plavuizen van zwart marmer uit Dinant en wit marmer uit Carrara.

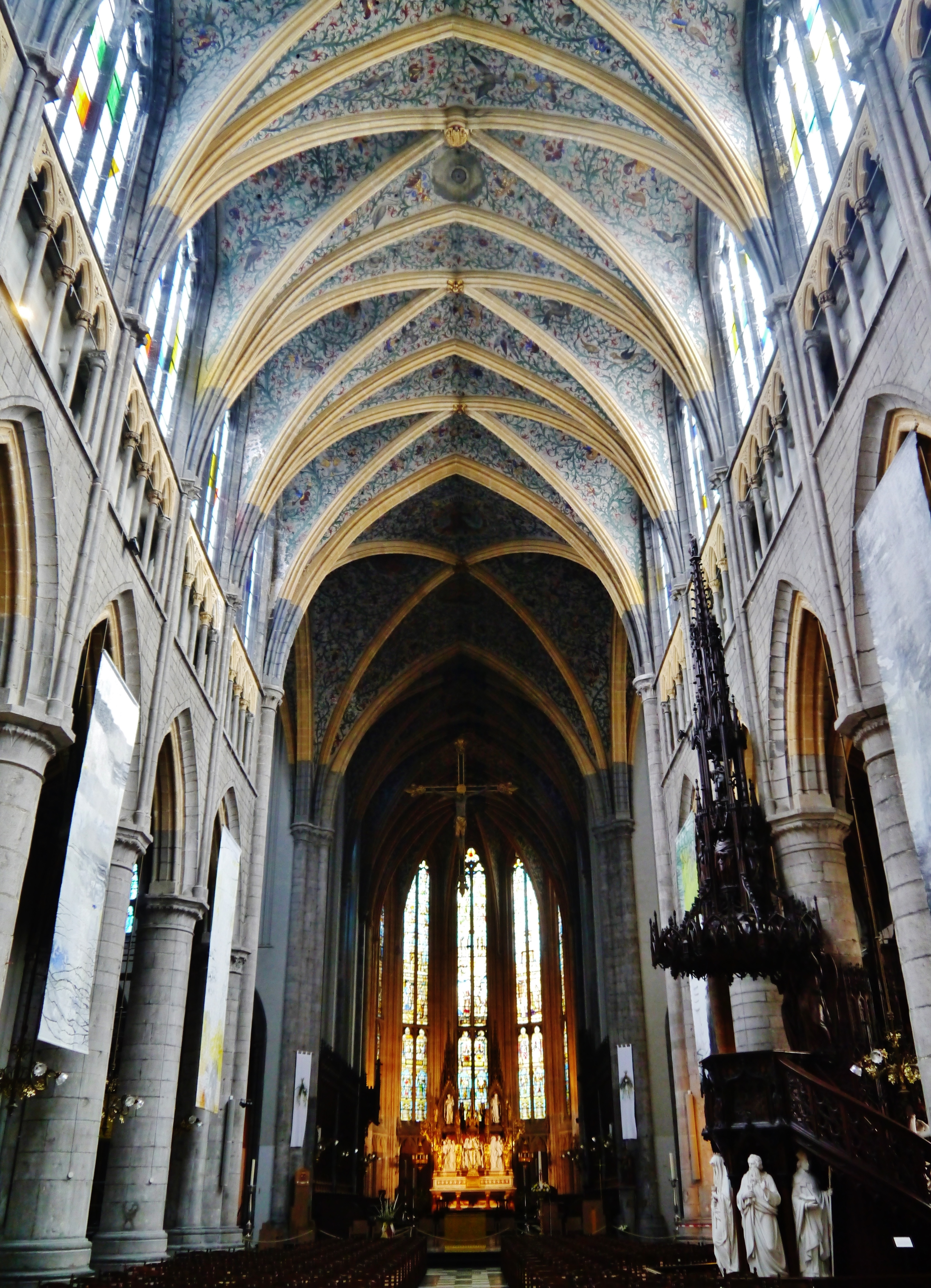
Gezicht naar het oostkoor
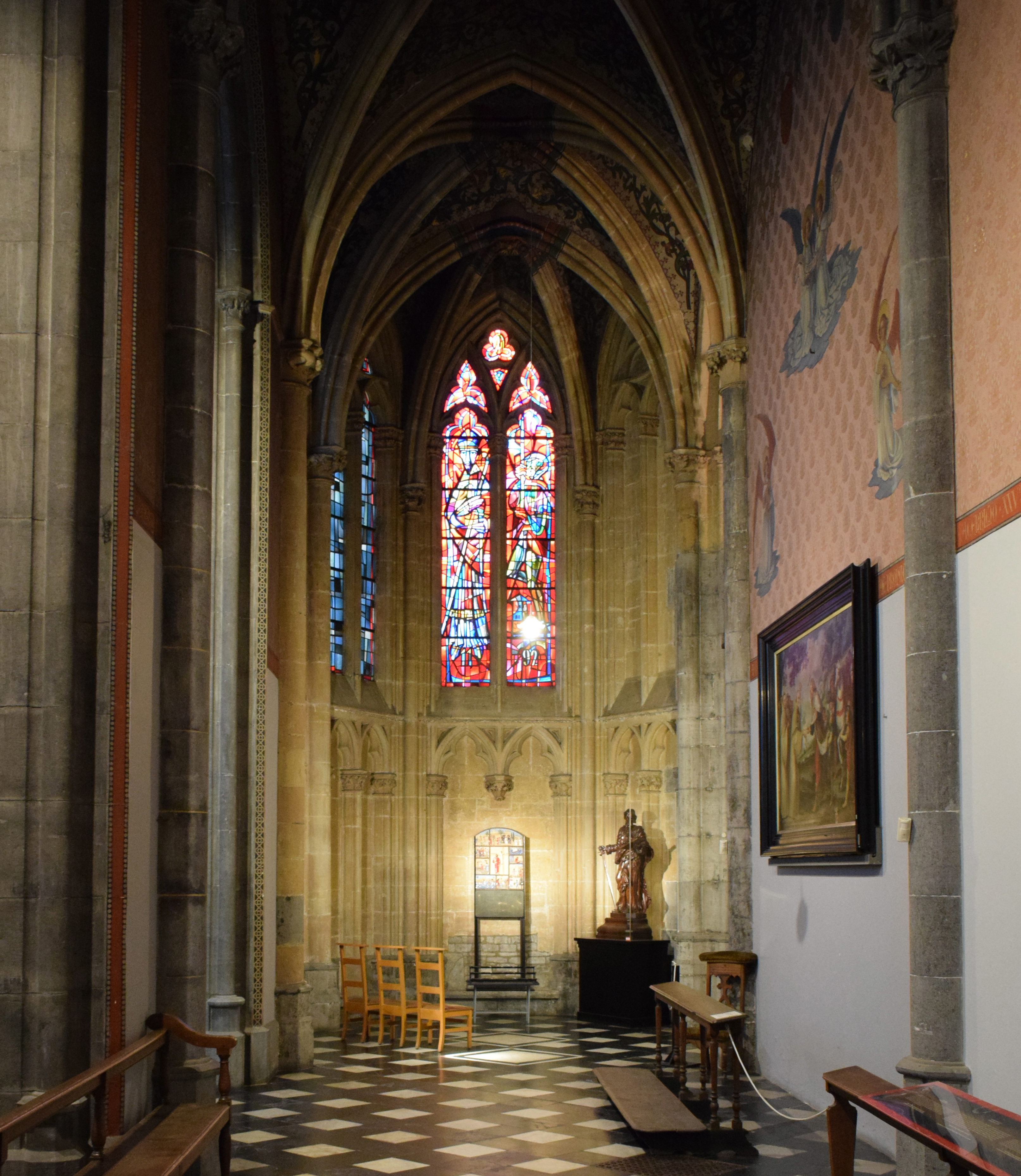
Zuiderzijbeuk en Mariakapel
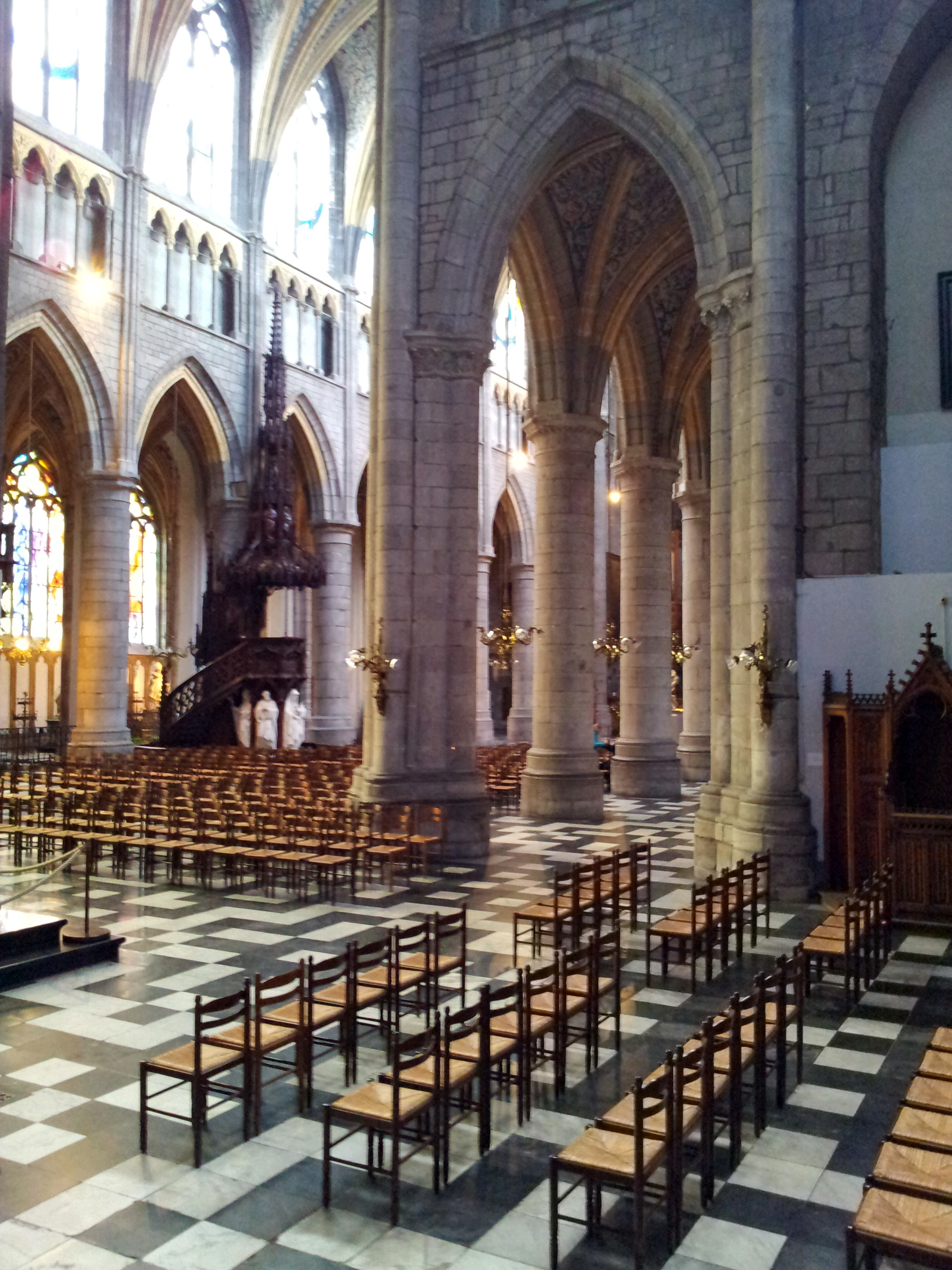
Transept en schip
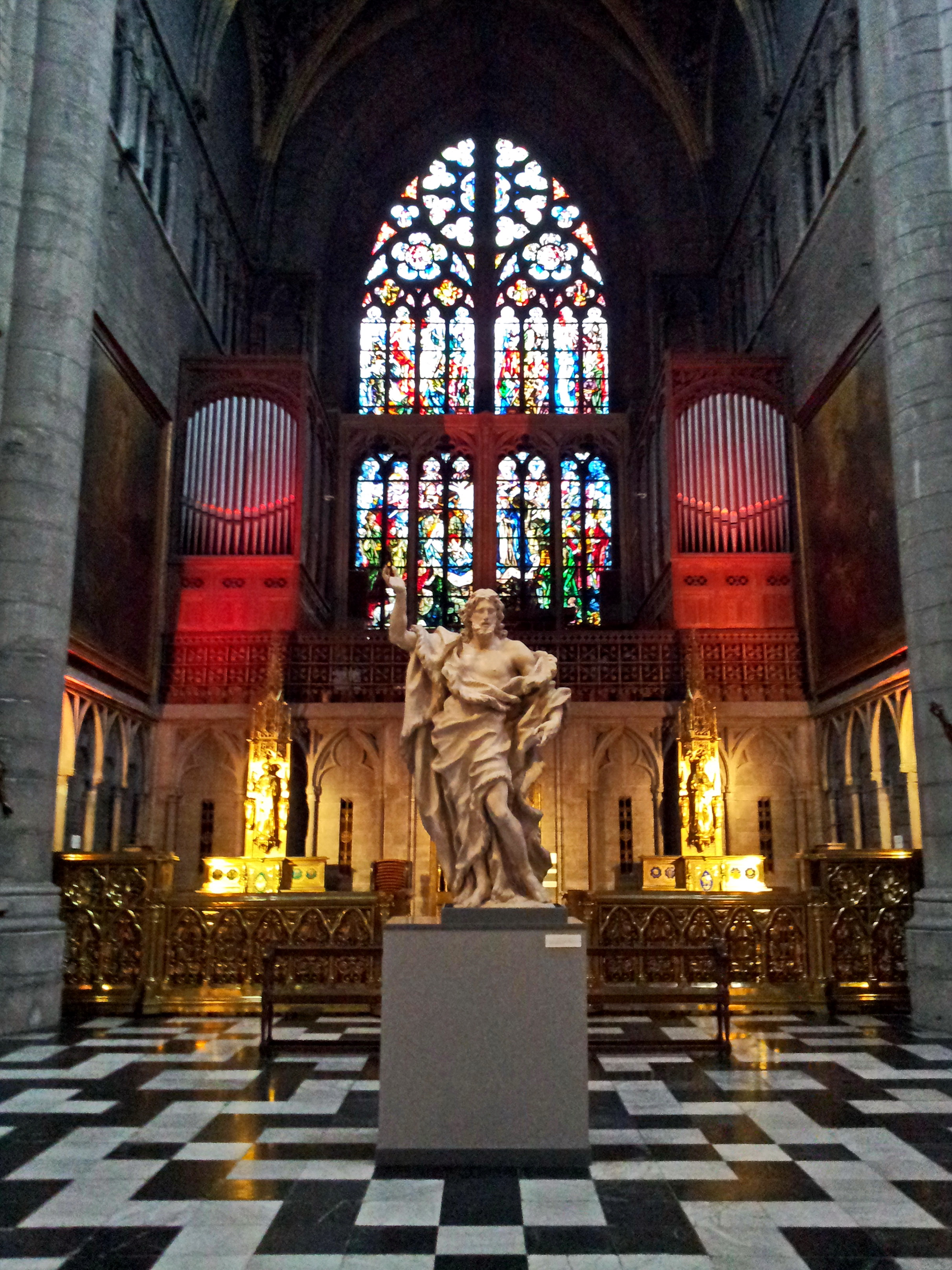
Westkoor en orgel

#### Glas-in-loodramen
In het zuidertransept bevindt zich een groot gebrandschilderd raam geschonken door kanunnik Leon d'Oultres in 1530. Dit renaissanceraam toont de kroning van de Maagd Maria, de bekering van Paulus en de knielende donor (Leon d'Oultres) bij een Sint-Paulusaltaar, in gezelschap van Sint-Lambertus. In de koorapsis bevinden zich eveneens gebrandschilderde ramen uit de zestiende eeuw. De andere glas-in-loodramen zijn twintigste-eeuws, waarvan er 23 uit de naoorlogse periode dateren. Zo zijn er ramen van de Fransman Max Ingrand (westkoor, noordertransept en noorderzijbeuk, jaren 1960), van Raymond Julin en Claudine Pirotte (koortravee, 1981-1982), van pater Kim En Joong (zuiderzijbeuk, 2011) en van de Zwitserse kunstenaar Gottfried Honegger (14 ramen in lichtbeuk, 2016).

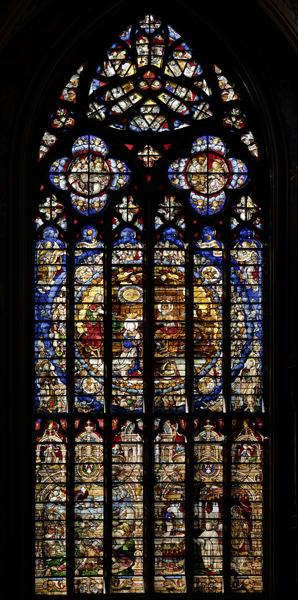
Raam van kanunnik Leon d'Oultres (1530)
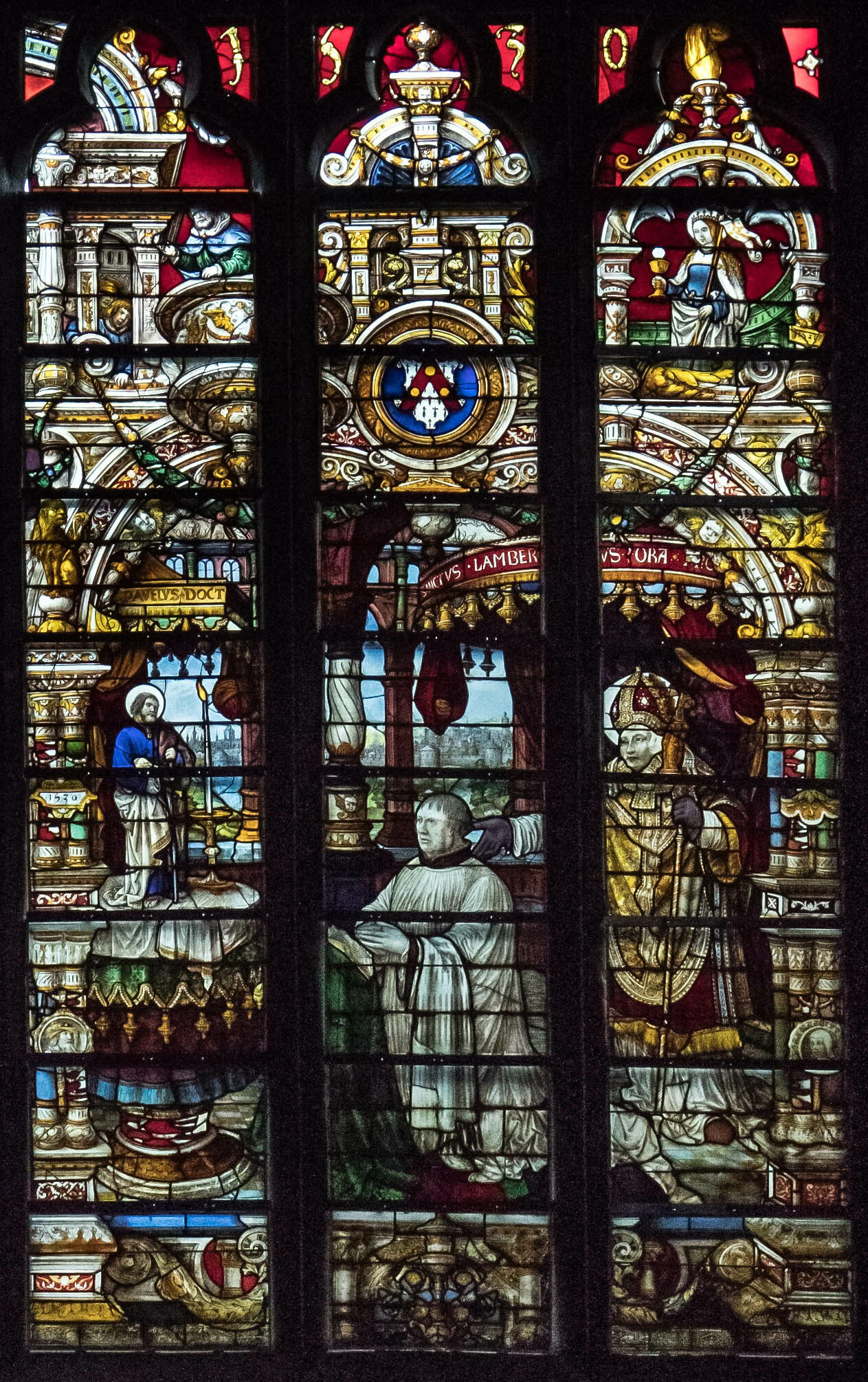
Idem, detail met donorportret en Sint-Lambertus
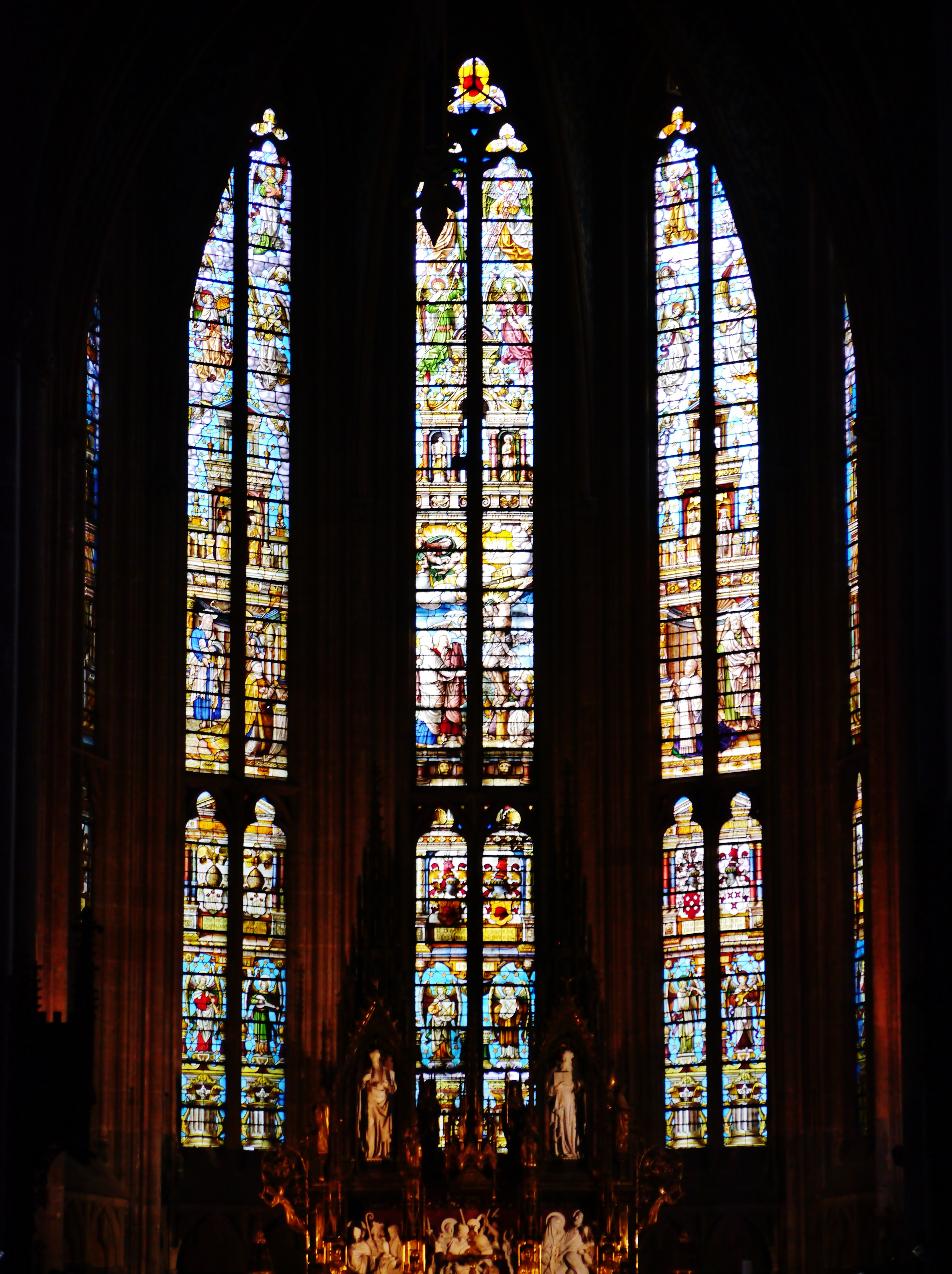
Renaissance ramen in de koorapsis
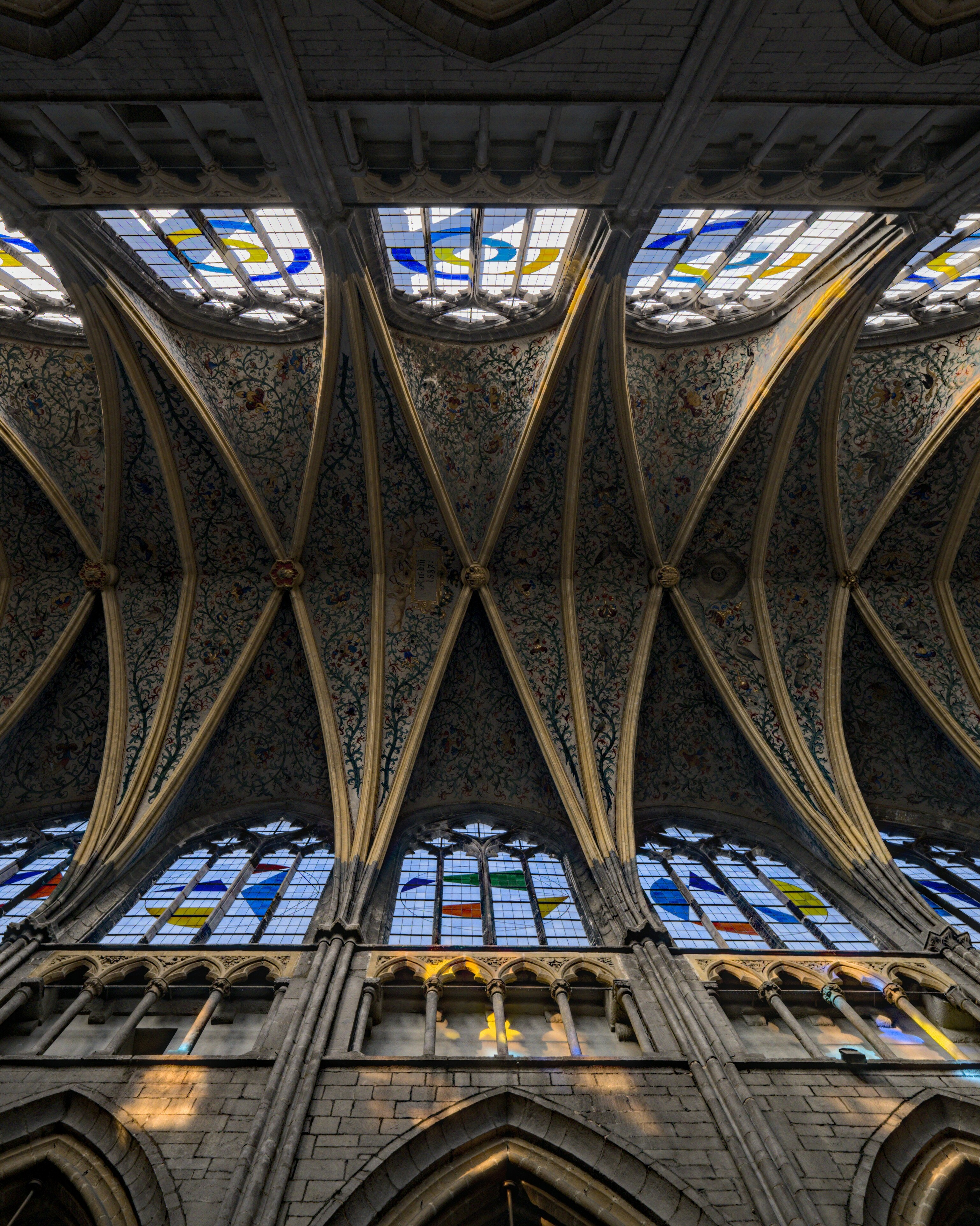
Moderne ramen in de lichtbeuk door Gottfried Honegger

#### Schilderkunst

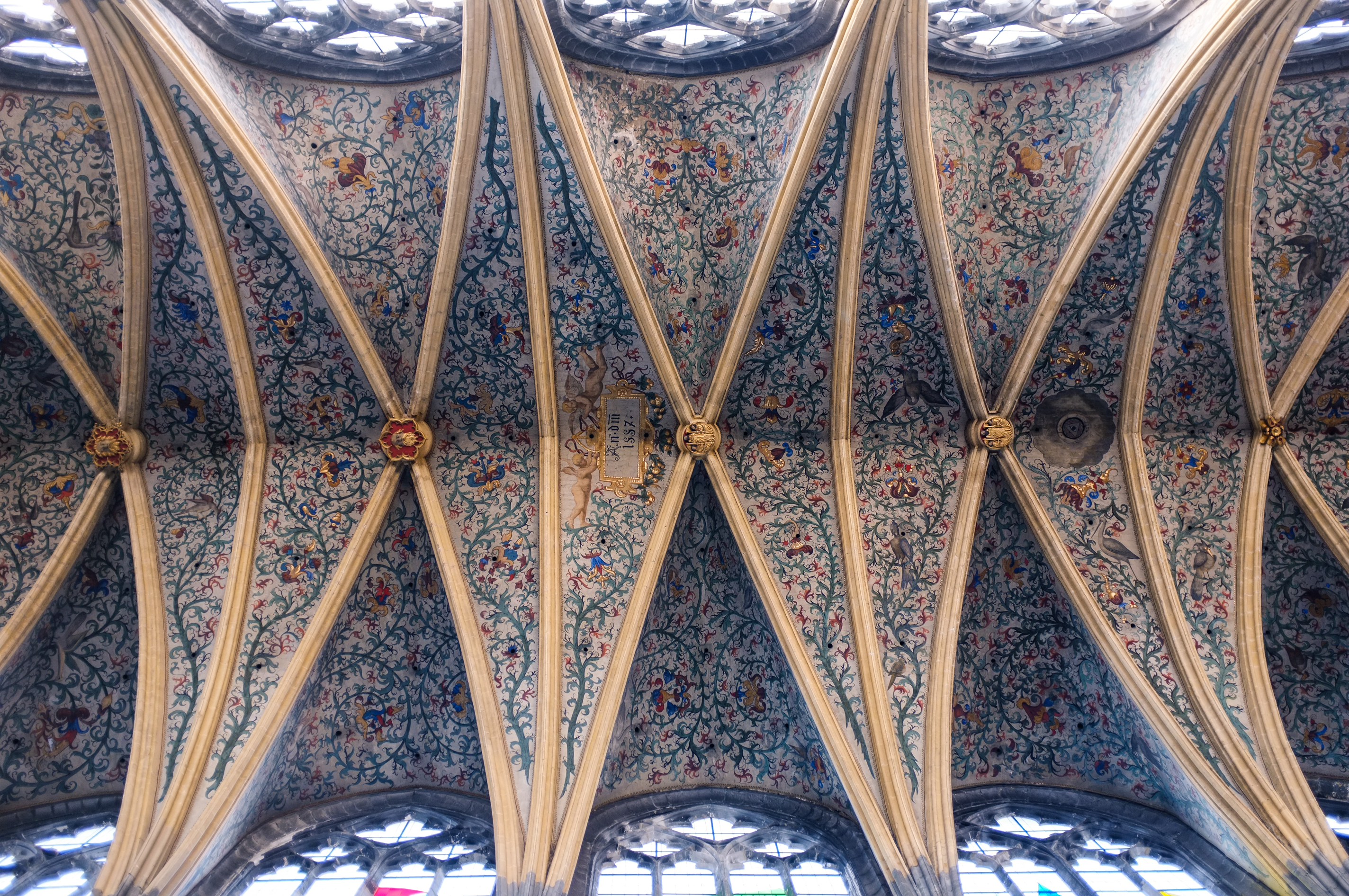
Gewelfschilderingen uit 1557

De gotische gewelven van het middenschip en het transept zijn in de loop van de zestiende eeuw (1528, 1529, 1557) uitbundig beschilderd met bloemranken, vogels, putti en evangelistensymbolen. Ze werden in 1855 gerestaureerd. De beschildering van de overige gewelven is negentiende-eeuws. Interessant zijn de neogotische wandschilderingen van heiligen afkomstig uit het bisdom Luik door Adolphe Tassin (1852-1923) in het zuidertransept. Tassin schilderde zijn (gefingeerde) heiligenportretten tussen 1899 en 1902 binnen de blinde traceringen op de muur, zodat elke heilige als het ware een eigen nis heeft. In het noordertransept heeft Tassin het leven van de maagd Maria en Sint-Paulus in een quattrocento-achtige stijl geschilderd. Andere wandschilderingen zijn van Jules Helbig (1821-1906). De kerk bezit diverse schilderijen van Bertholet Flémal (1614-1675), die als belangrijkste schilder van de Luikse School geldt. Flémal was tevens kanunnik van Sint-Paulus. De meeste schilderijen bevinden zich in de schatkamer. In de kerk zelf hangt een Ontdekking van het Heilig Kruis door Sint-Helena uit 1674. Verder bezit de kerk schilderijen van Gerard Seghers (Kruisafneming), Erasmus Quellinus II (De vier evangelisten), Jean-Guillaume Carlier (De doop van Christus), Jean-Joseph Ansiaux (3 schilderijen), Gérard Douffet (1 schilderij), Otto van Veen (Kruisafneming) en Gerard de Lairesse (Tenhemelopneming van Maria). Laatstgenoemd schilderij maakte ooit deel uit van het hoofdaltaar van de Sint-Lambertuskathedraal. Het schilderij was in 1794 door de Fransen geconfisqueerd om tentoongesteld te worden in het Louvre, maar keerde omstreeks 1802 terug in Luik.

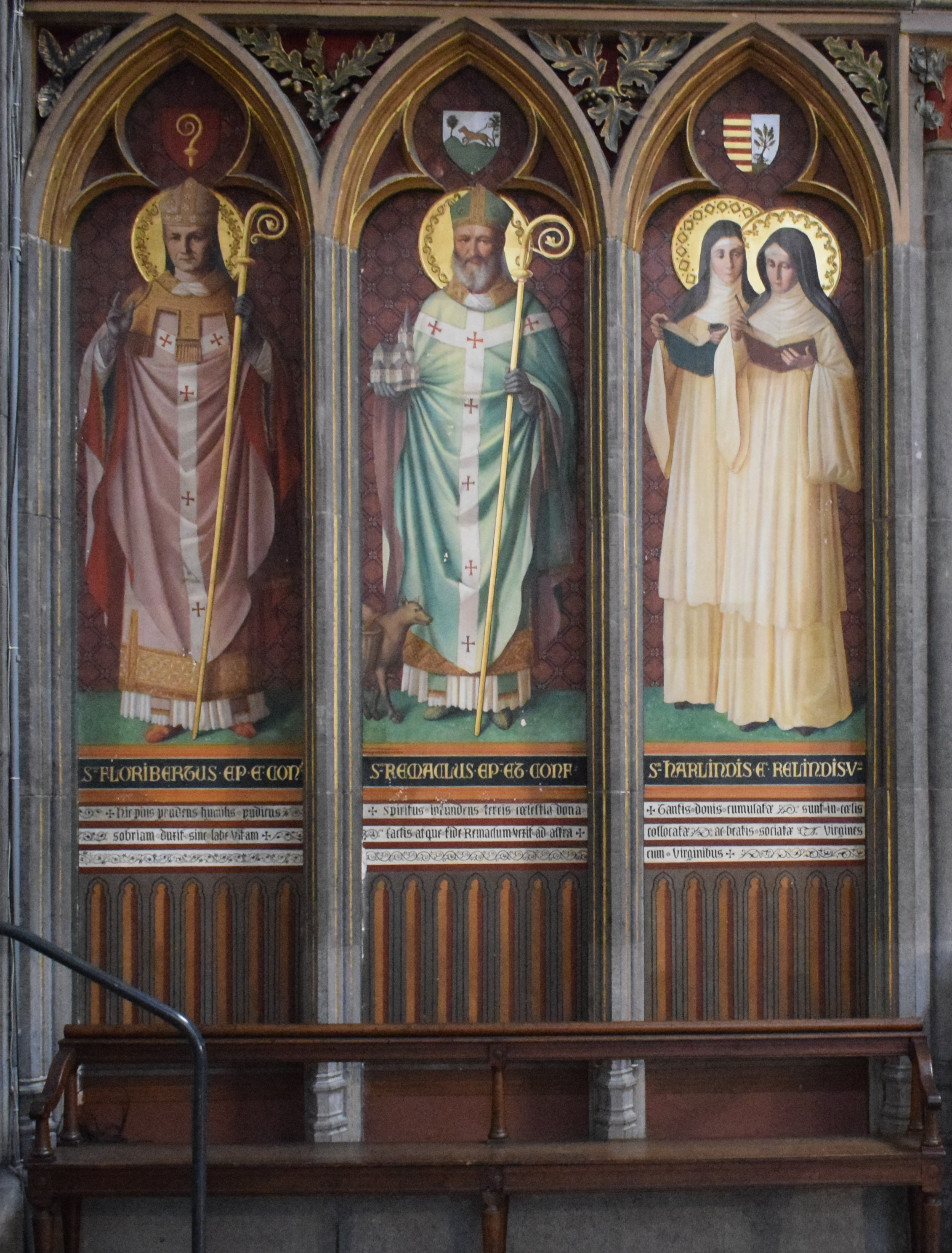
Neogotische muurschilderingen van Adolphe Tassin
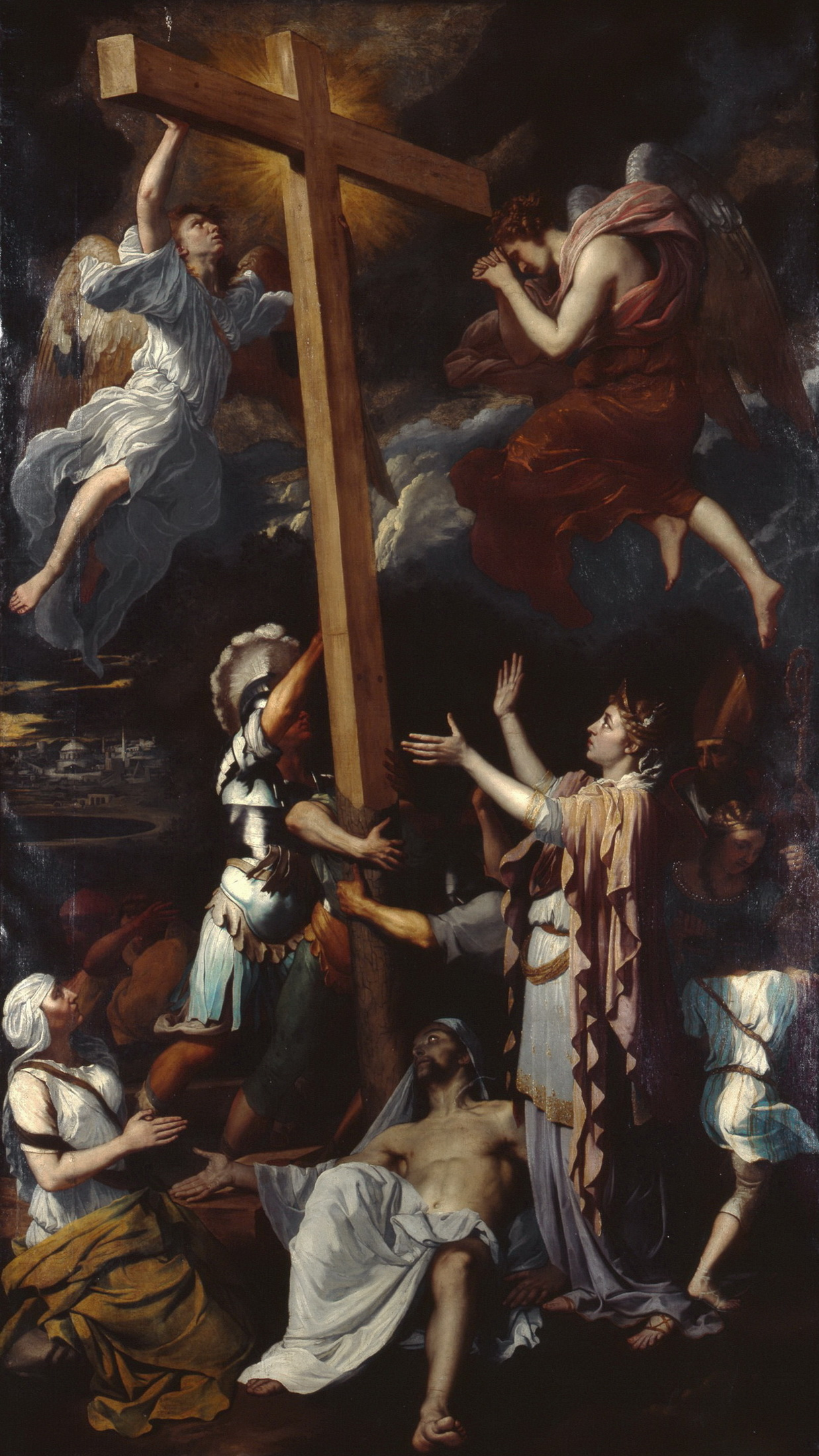
Ontdekking van het Heilig Kruis van Bertholet Flémal
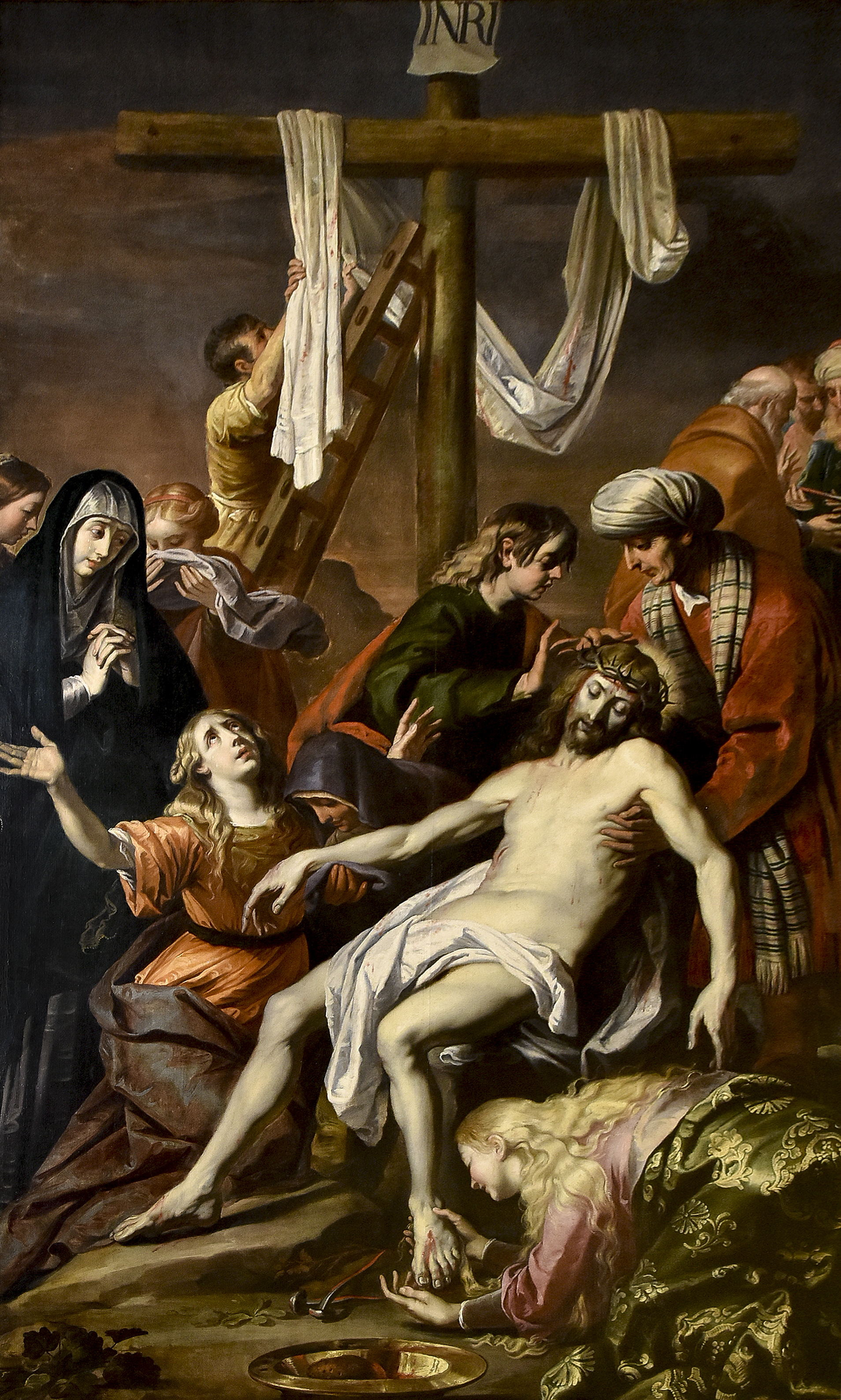
Kruisafneming van Gerard Seghers
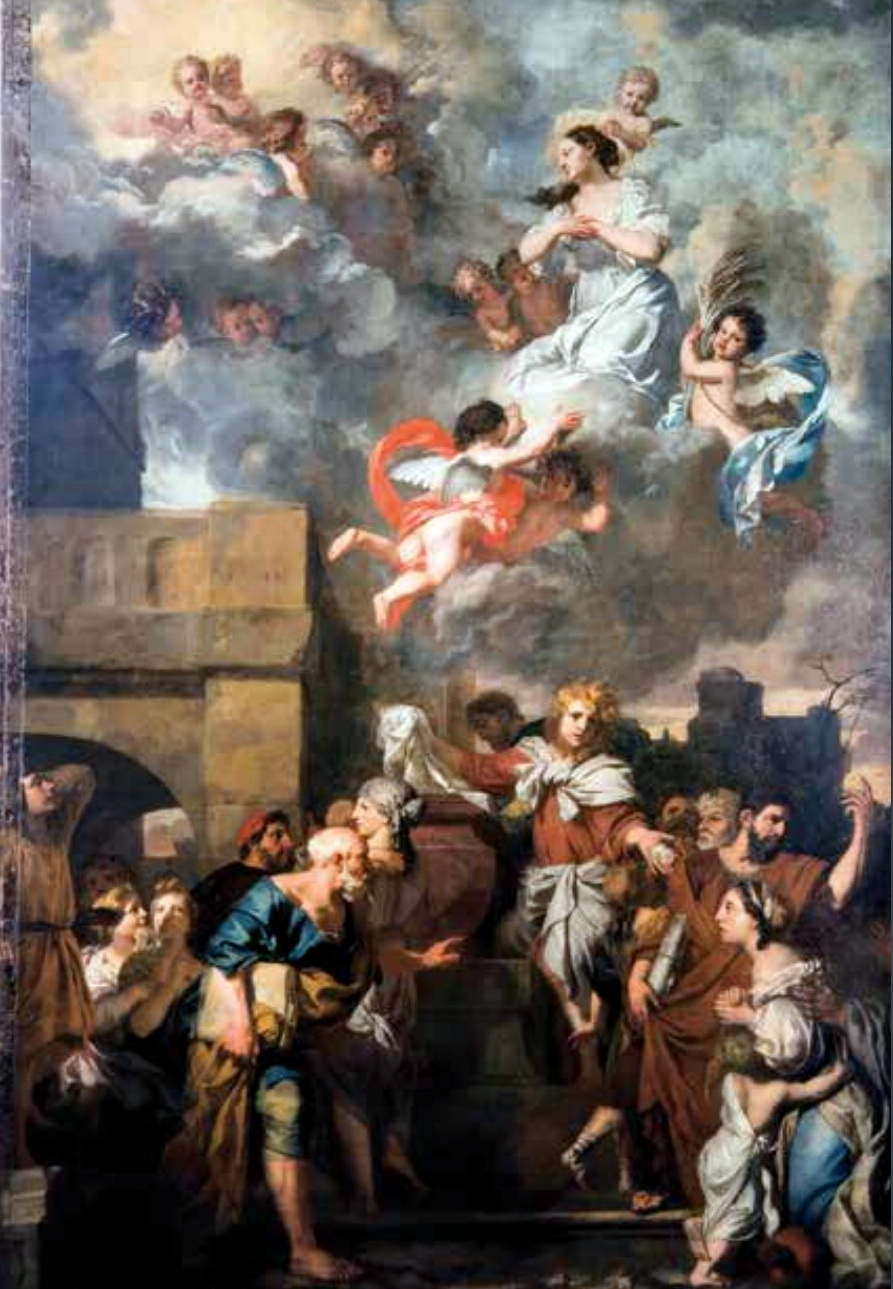
Tenhemelopneming van Maria van Gerard de Lairesse

#### Beeldhouwkunst
Het oudste beeld in de kerk is een dertiende-eeuwse Sedes sapientiae (Maria met kindje Jezus als "Zetel der wijsheid"), die afkomstig is van de afgebroken Sint-Jan-de-Doperkerk in Féronstrée. Een groot gepolychromeerd crucifix uit circa 1330 hangt onder de triomfboog tussen het koor en de viering. De kathedraal bezit diverse barokke beelden van Jean Del Cour (1631-1707), onder andere een zwart Christusbeeld dat onderdeel is van een crucifix, een witmarmeren liggend Christusbeeld (1696), een witmarmeren beeld van Johannes de Doper (1682), twee gepolychromeerde engelenbeelden en twee reliëfs afkomstig uit de voormalige Sint-Pieterskerk in Luik. Van de negentiende-eeuwse beelden zijn die van Willem Geefs, die deel uitmaken van de neogotische preekstoel, de voornaamste (zie hieronder).

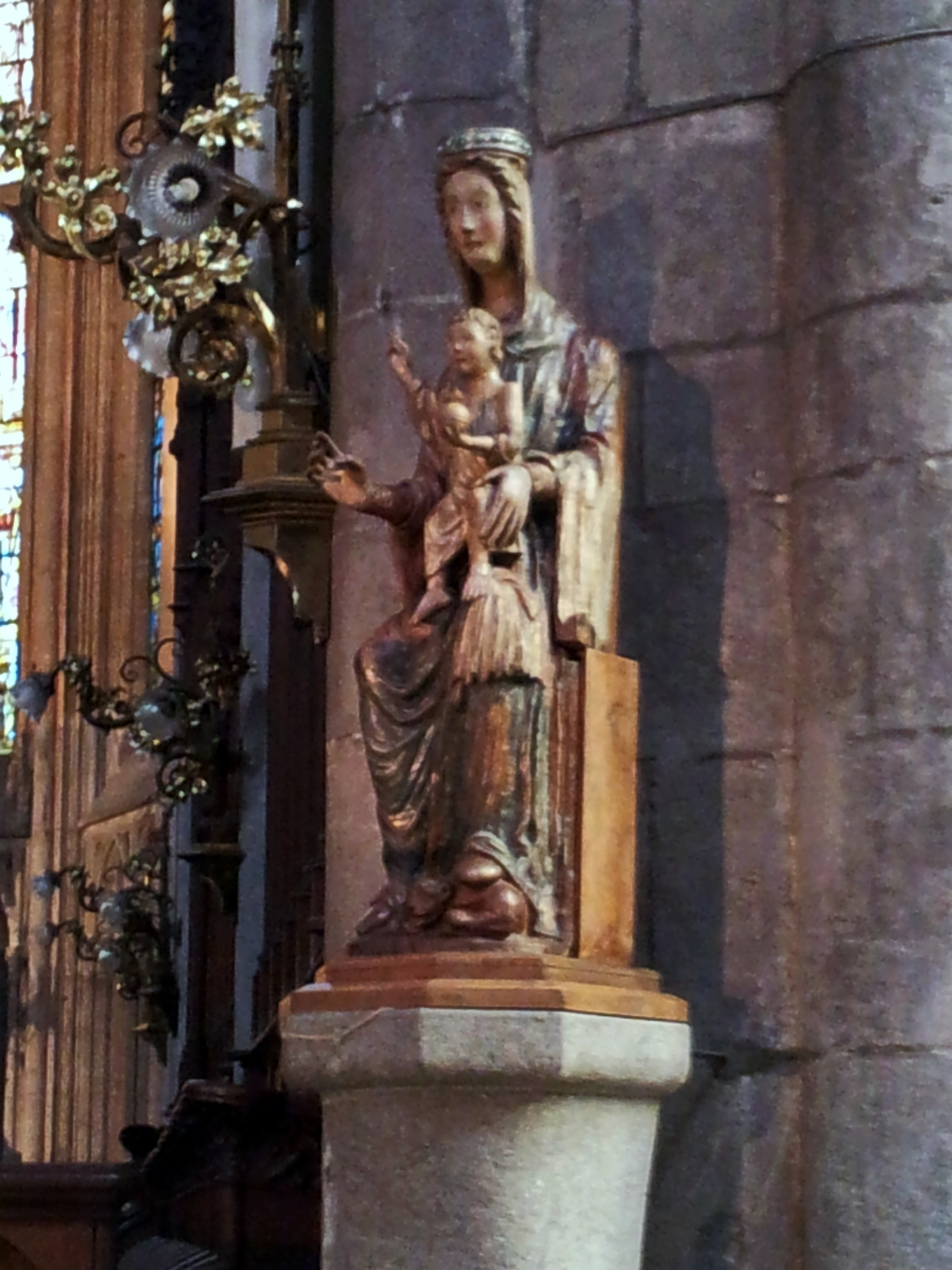
Sedes sapientiae
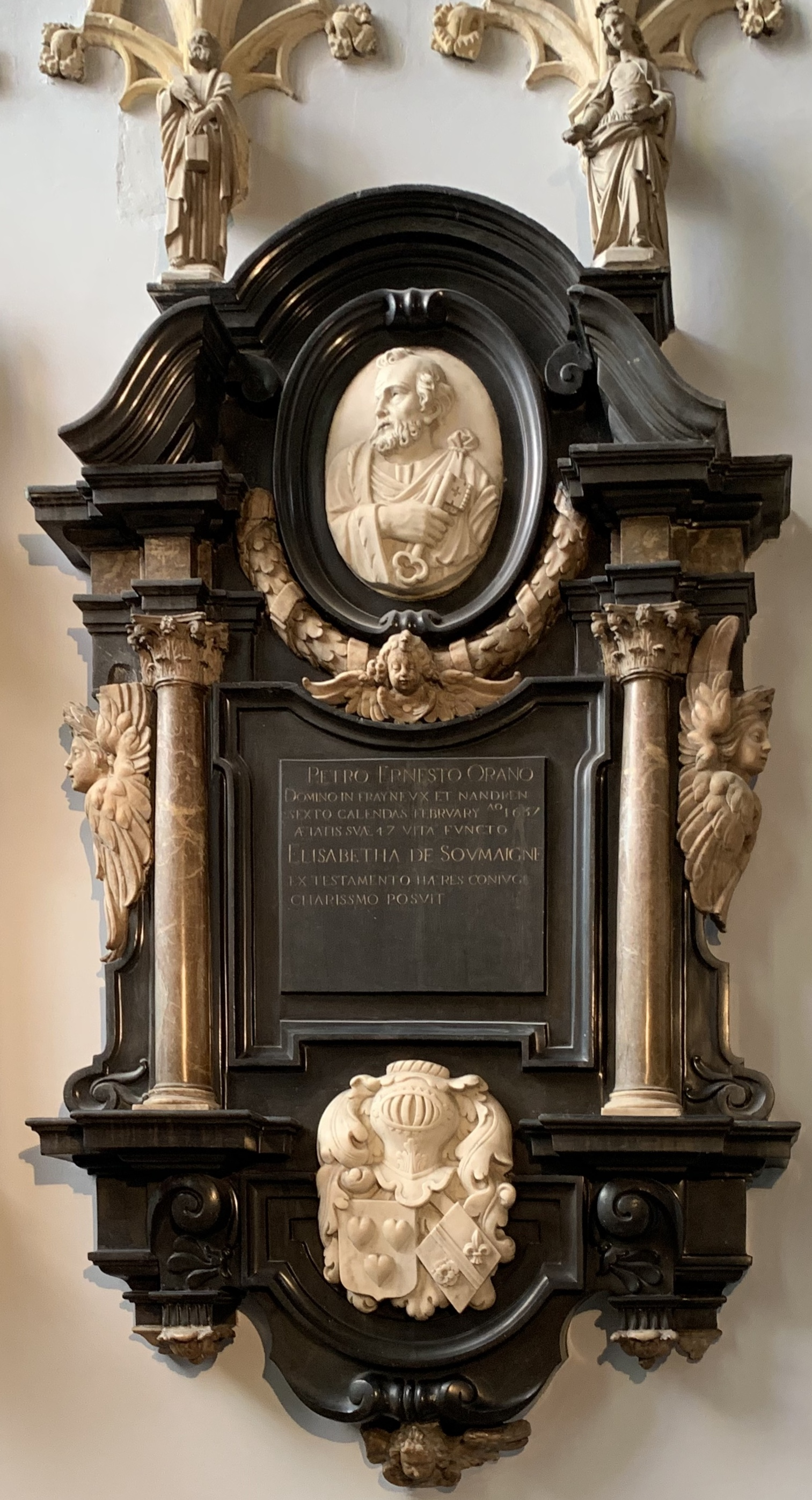
Barok epitaaf, 1637
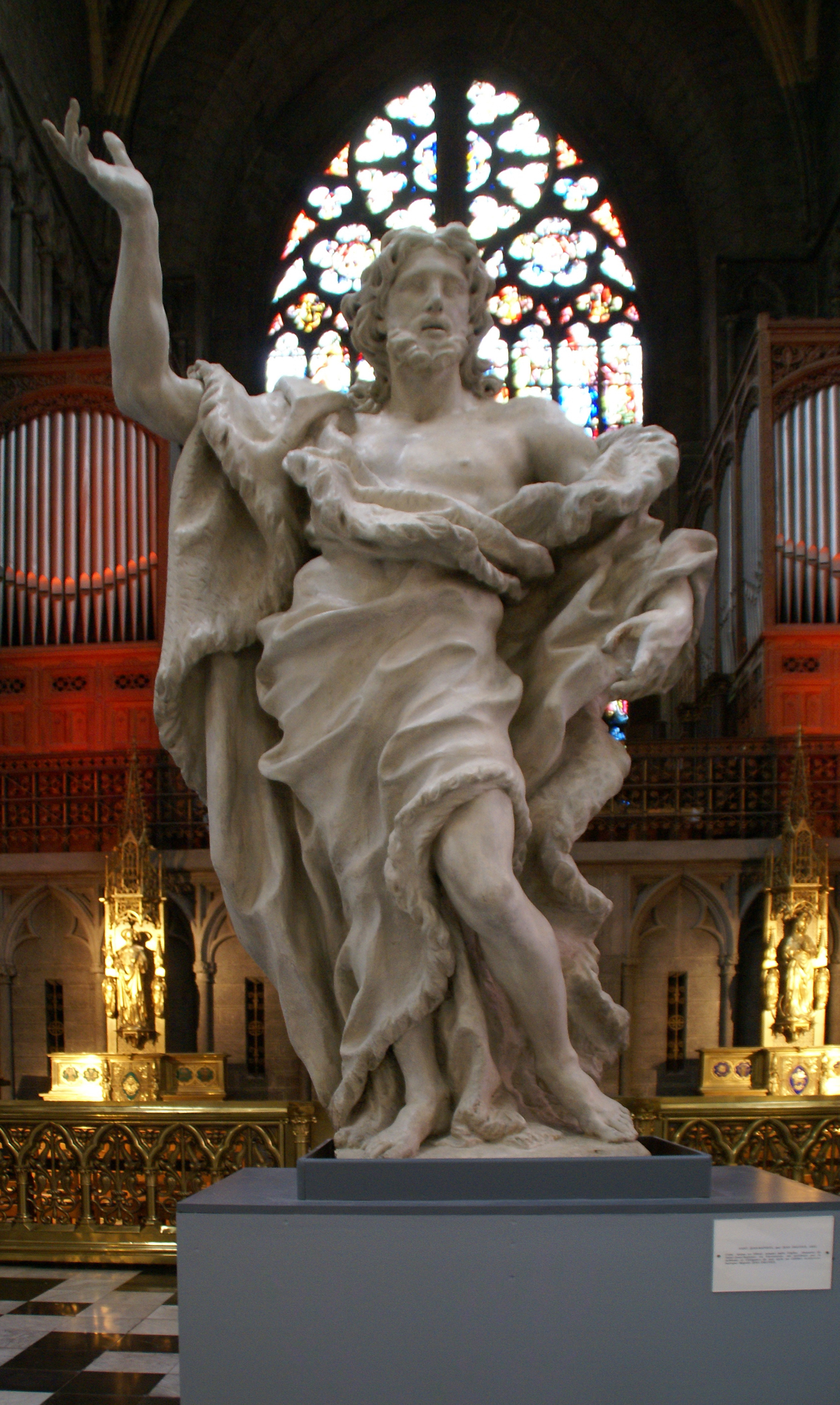
Johannes de Doper (Del Cour)
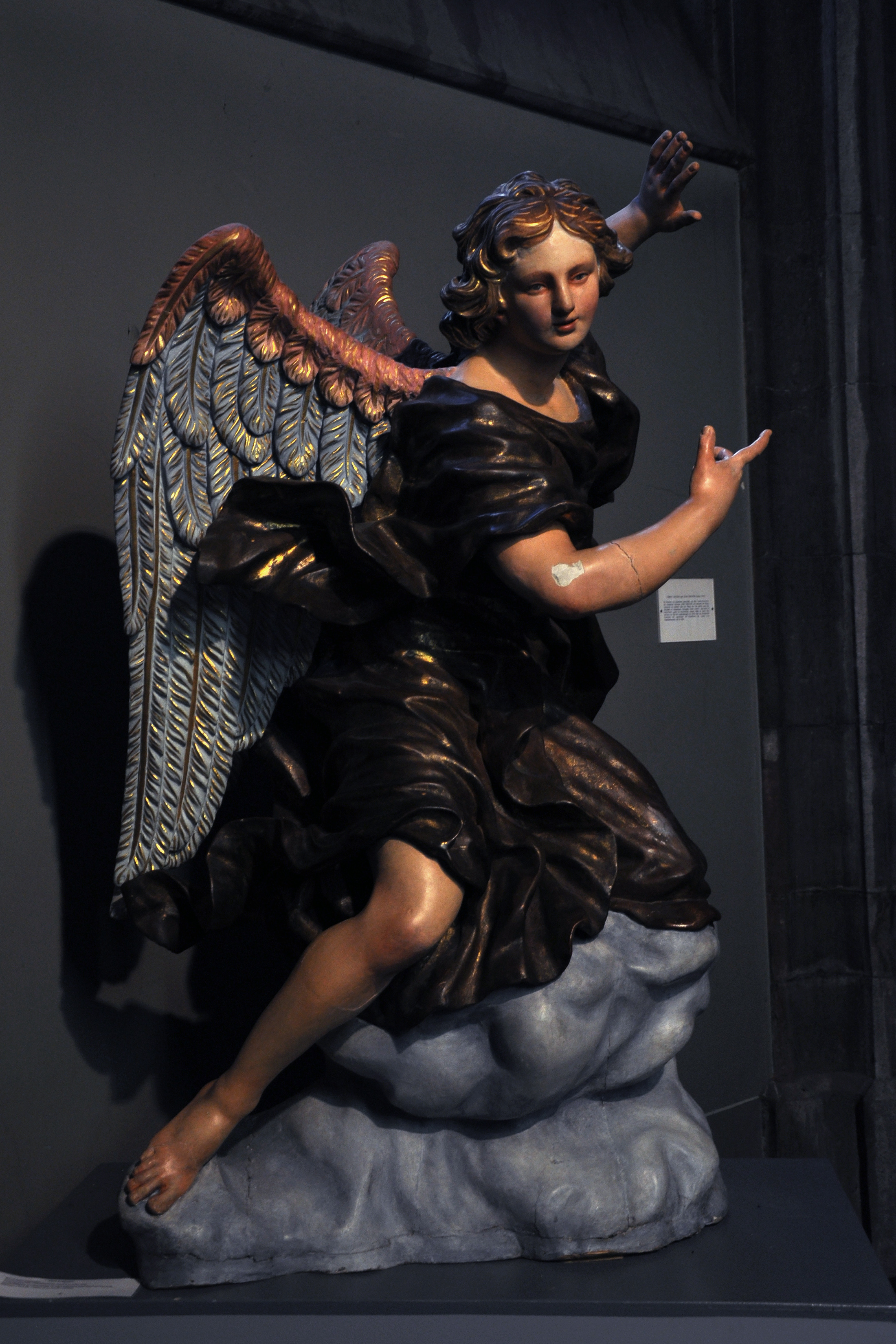
Engel (Del Cour)

#### Preekstoel
De  neogotische preekstoel bevat uitbundig houtsnijwerk. Onder de kuip bevinden zich verfijnde figuratieve sculpturen met als thema de triomf van de godsdienst over het kwaad. Het kerkbestuur vertrouwde de opdracht toe aan de Antwerpse kunstenaar Willem Geefs. Onder het platform voorzag hij vijf witmarmeren heiligenbeelden in nissen: vooraan de Maagd Maria, geflankeerd door Petrus, Paulus, Hubertus van Luik en Lambertus van Maastricht. Het meest originele beeld staat aan de achterzijde tussen de twee trappen: Le Génie du Mal (1848). In een stijl die neoclassicisme combineert met romantiek, wordt Lucifer voorgesteld als een schone jongeling met gevouwen vleermuisvleugels. Onder zijn haar steken hoorntjes en zijn teennagels zijn als klauwen. De goddelijke bestraffing blijkt uit zijn donkere frons en de traan in zijn linkeroog, net als uit zijn attributen: een gebroken scepter en kroon, een aangebeten appel. Als een Prometheus is hij met hand en voet geketend aan de rots waarop hij zit. Een eerdere versie van het werk was in 1837 gemaakt door Willems broer Jozef. Zijn satan was in 1843 opgesteld, maar bisschop van Bommel had hem al gauw laten weghalen wegens de nefaste fascinatie die hij op de kerkgangers uitoefende ("Die duivel is te subliem"). Jozef Geefs had de Boze afgebeeld als een verleidelijke Adonis, met nauwelijks bedekte heupen en een blik gericht op het eigen schone lichaam. In dit humaniserende werk leek de christelijke idee van goddelijke bestraffing te ontbreken. Na de vervanging is de sculptuur terechtgekomen in de KMSKB te Brussel (verworven 1864).

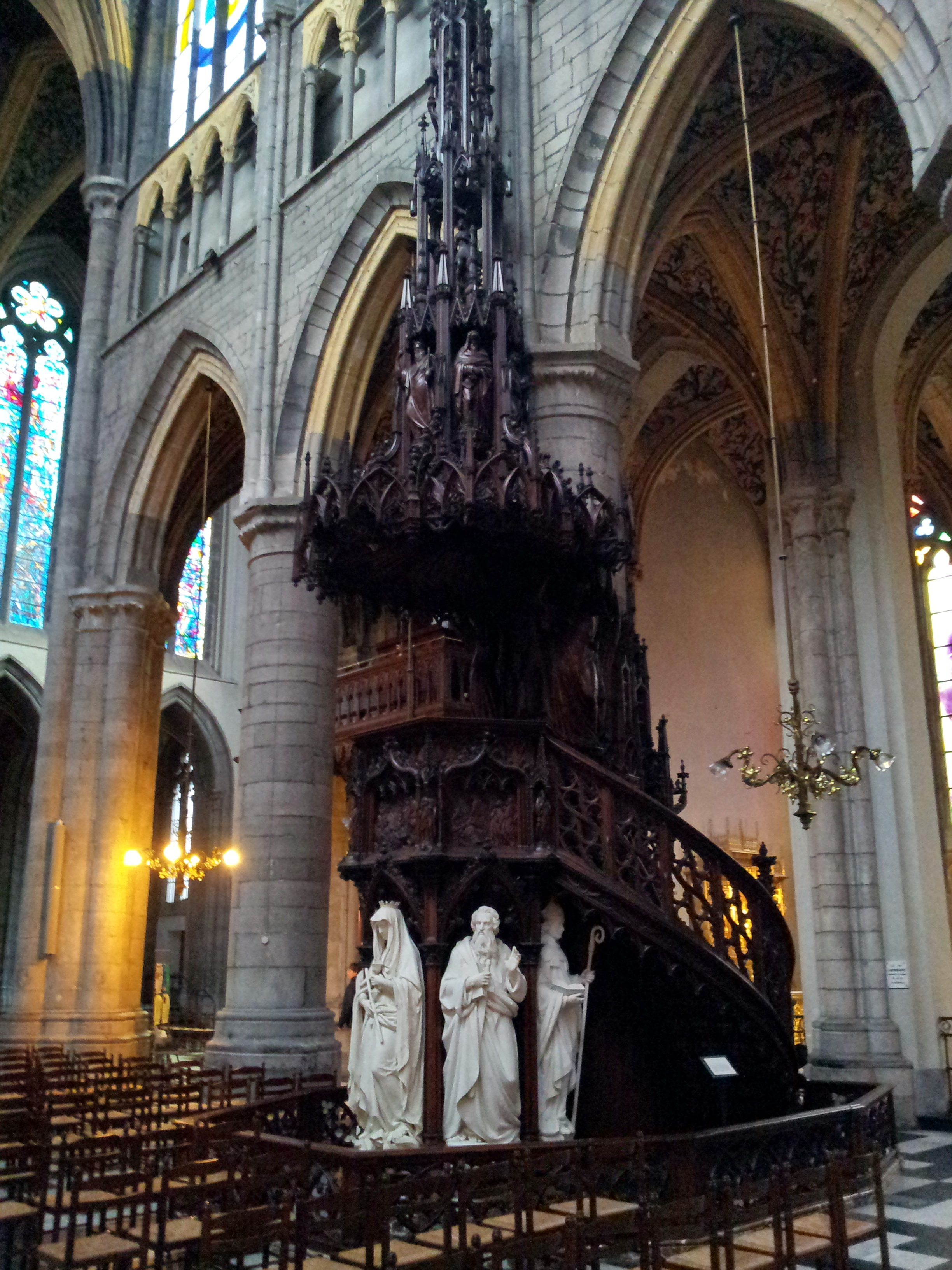
Preekstoel rechts in het schip
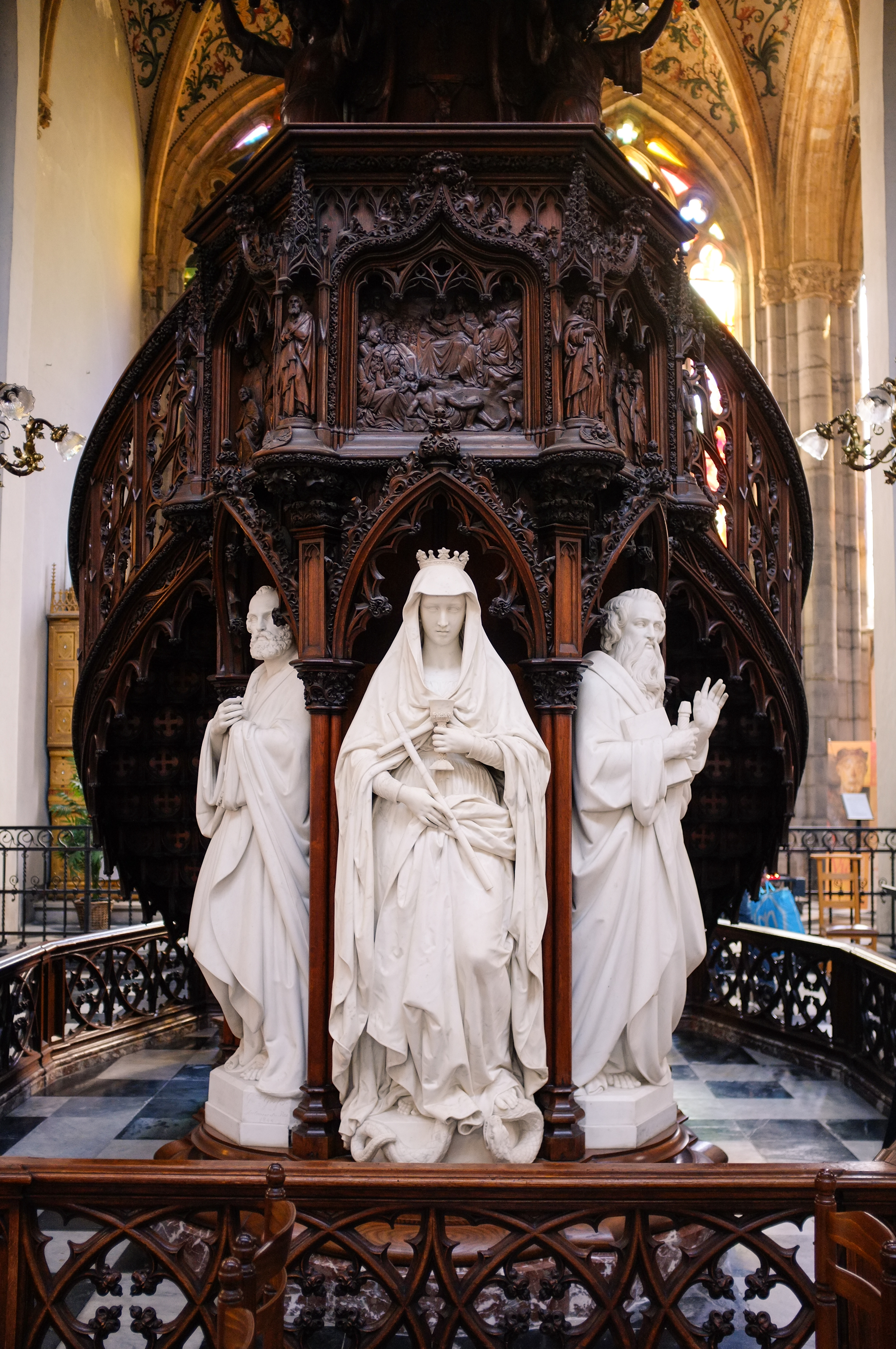
Detail voorzijde (Maria met Petrus en Paulus)
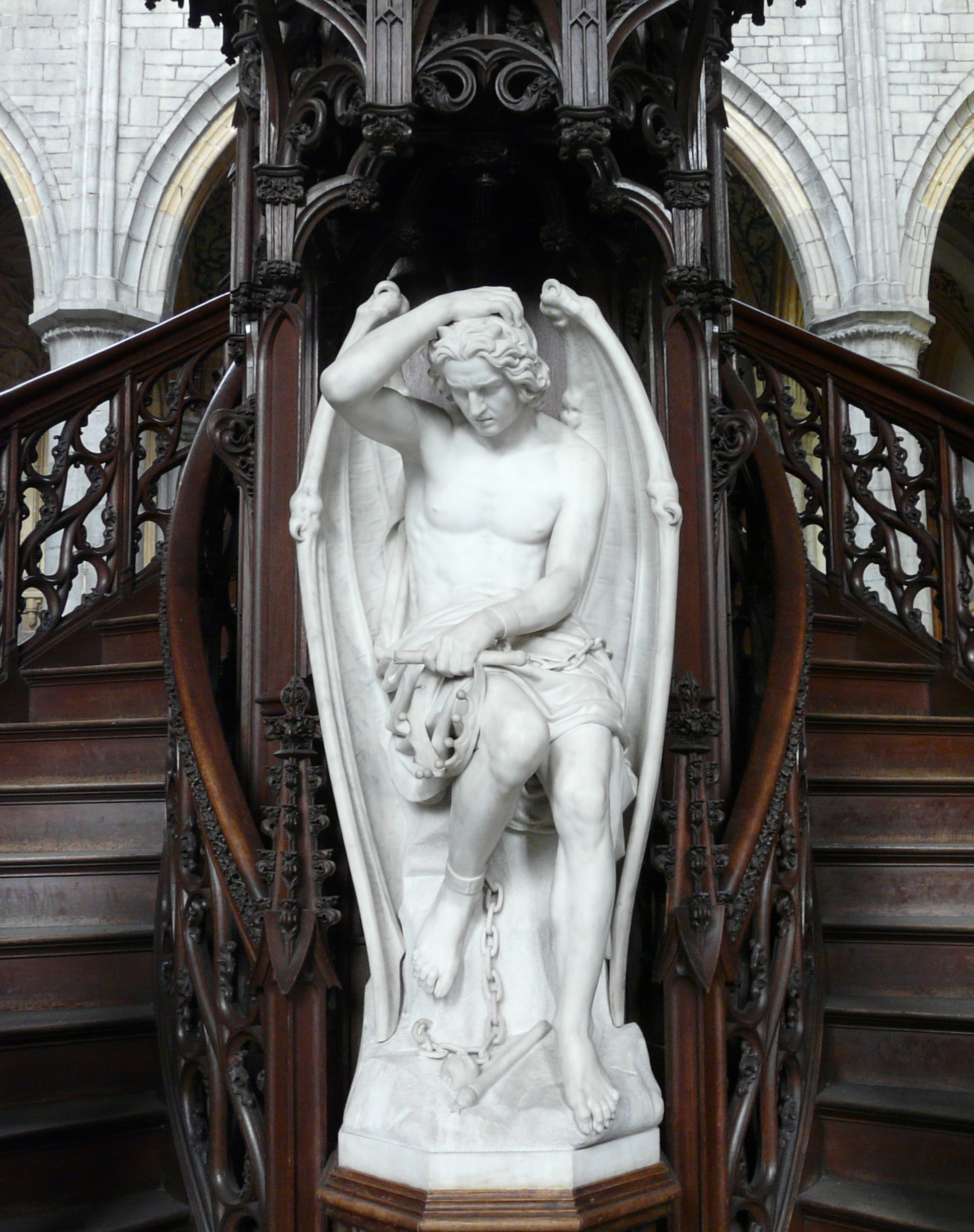
Kwade Genius van Willem Geefs
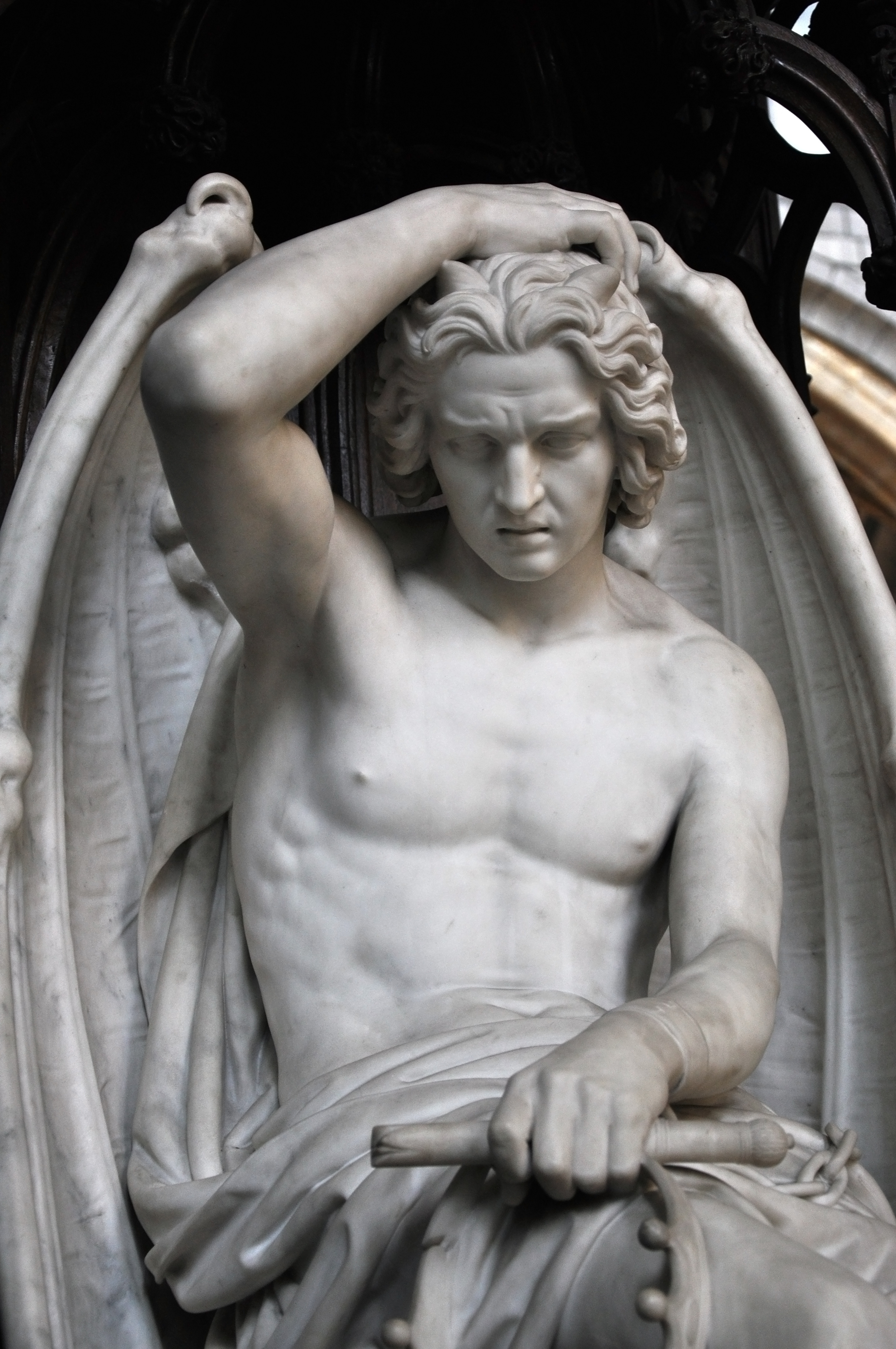
Donkere frons en traan bij Satan

#### Overig meubilair en kunstvoorwerpen

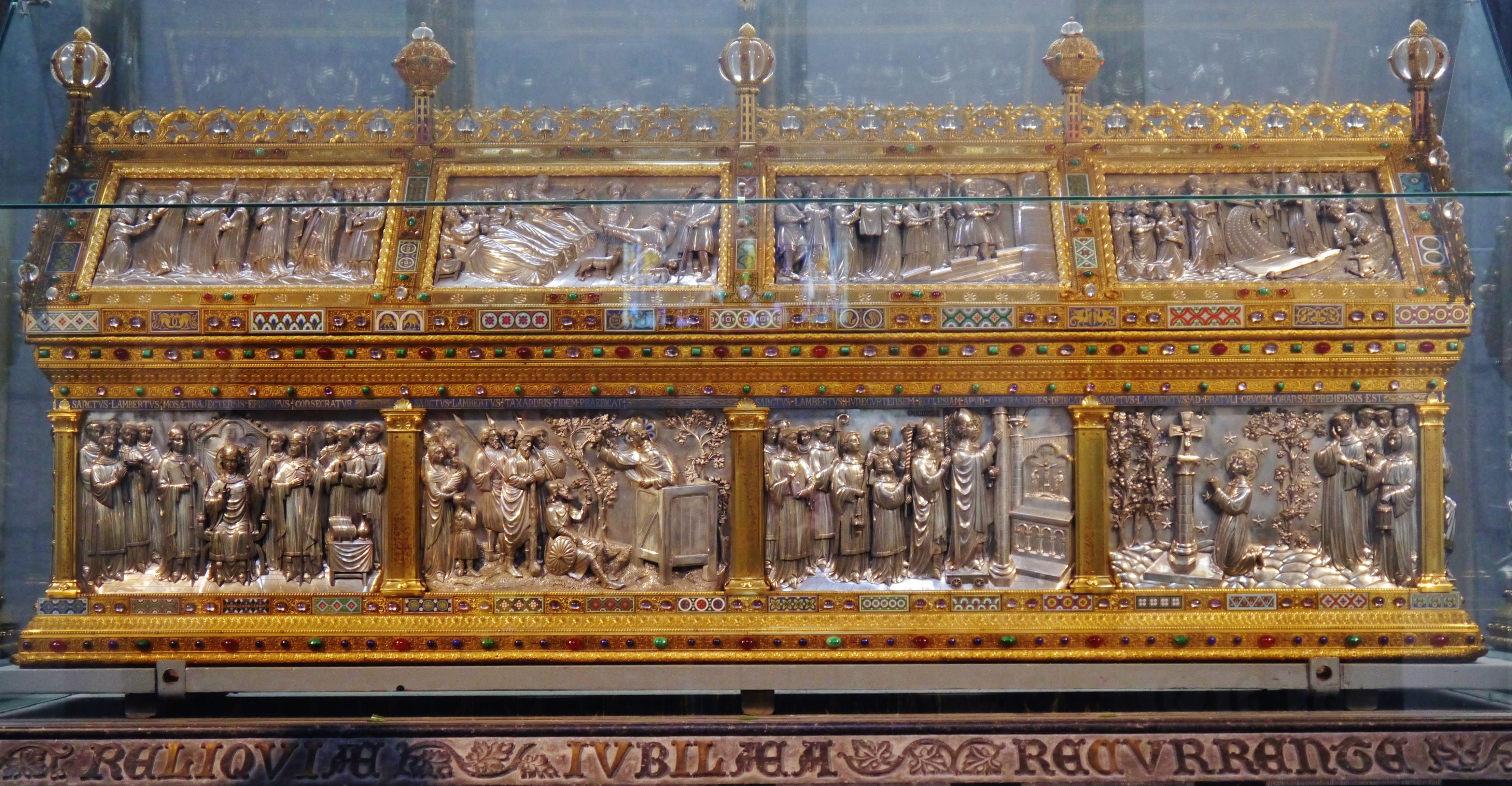
Neoromaans schrijn van Sint-Lambertus

Op enkele barokaltaren na is het kerkmeubilair van de Sint-Pauluskathedraal neogotisch. Het hoofdaltaar (1881-1894) is het werk van de Luikenaar J.J. Dehin en is uitgevoerd in verguld koper met porfieren zuilen en witmarmeren beelden en reliëfs (met onder andere het martelaarschap van Sint-Lambertus). Dehin ontwierp ook de koperen communiebanken, die na het Tweede Vaticaans Concilie naar het westkoor verhuisden. Het koorgestoelte en de oude bisschopszetel (cathedra) zijn eveneens neogotisch met uitbundig houtsnijwerk. Opvallend is de modern vormgegeven nieuwe bisschopszetel van de bisschop van Luik, passend bij het volksaltaar, de lezenaar en het overige meubilair in het koor (Florence Cosse, 2012). Het schrijn van Sint-Lambertus is in 1891-1896 door de Luikse firma Wilmotte vervaardigd. Het is geïnspireerd op de beroemde Maaslandse reliekschrijnen uit de twaalfde eeuw. Het twee meter lange schrijn van goud, zilver, email, filigraan en edelstenen bevat zestien reliëfs die de belangrijkste episodes uit het leven van de heilige weergeven, en daarnaast twee gevelstukken. Het werd vervaardigd ter gelegenheid van het twaalfde eeuwfeest van Lambertus, van wie destijds werd aangenomen dat hij in 696 was gestorven.

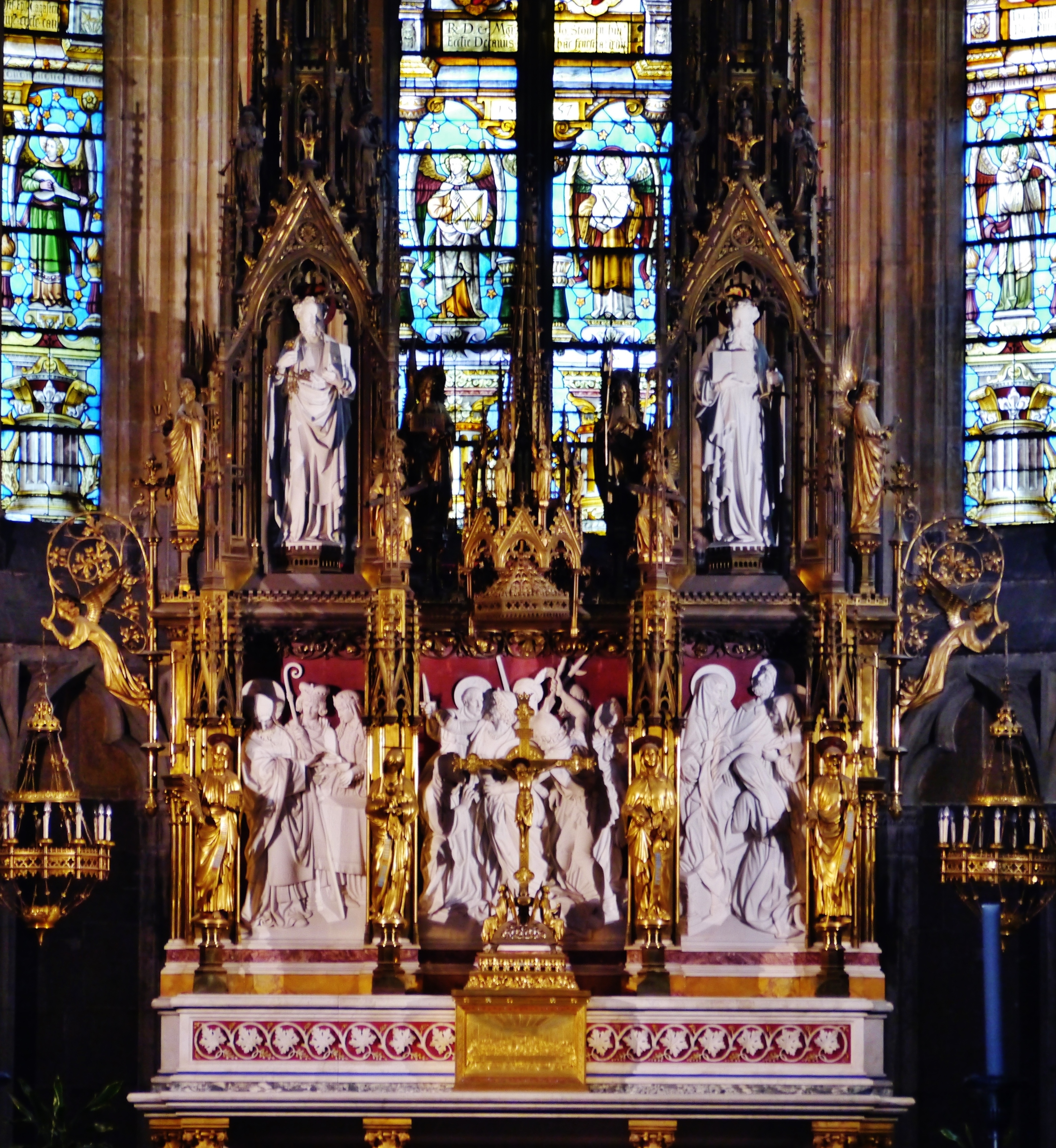
Neogotisch hoofdaltaar
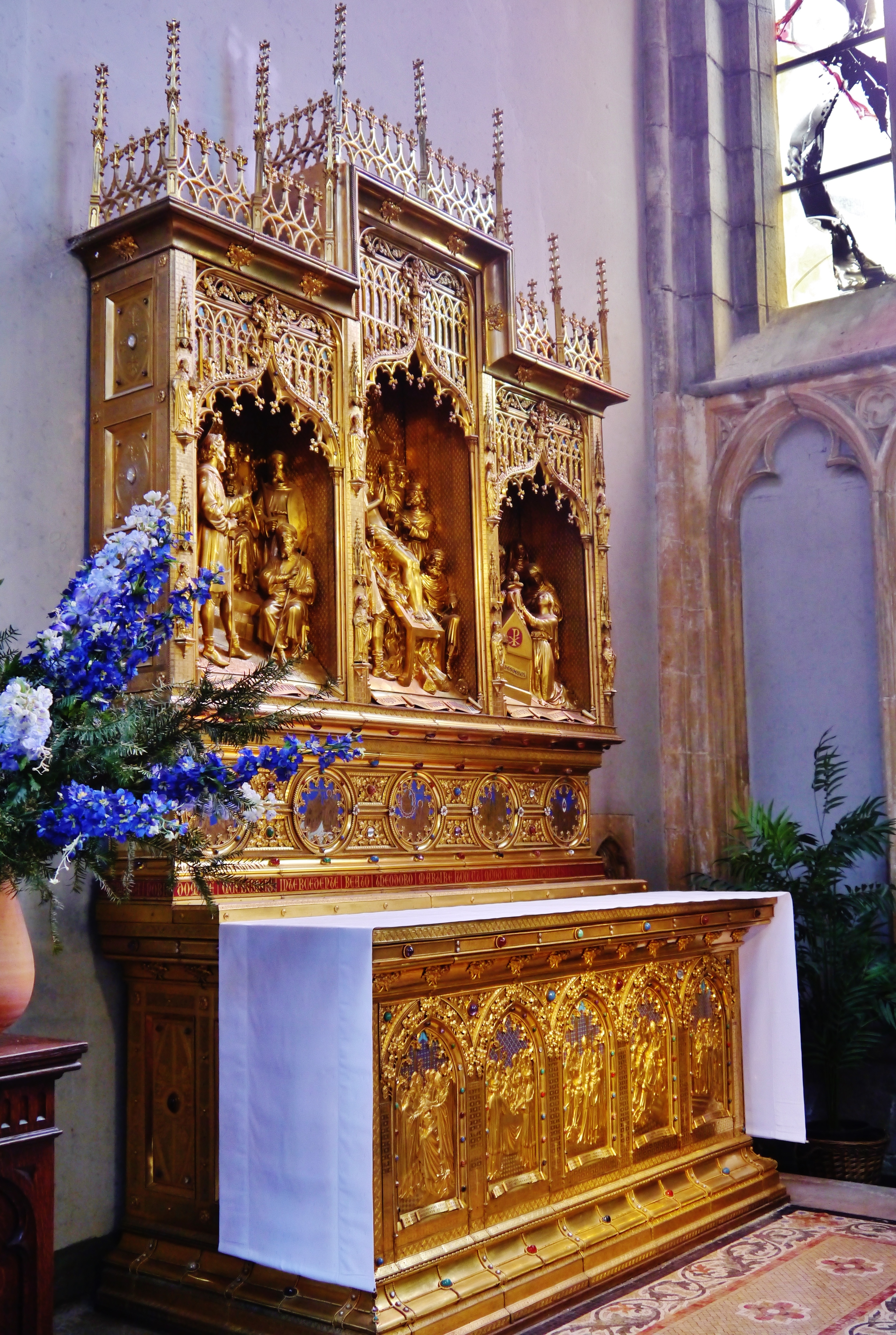
Neogotisch zijaltaar
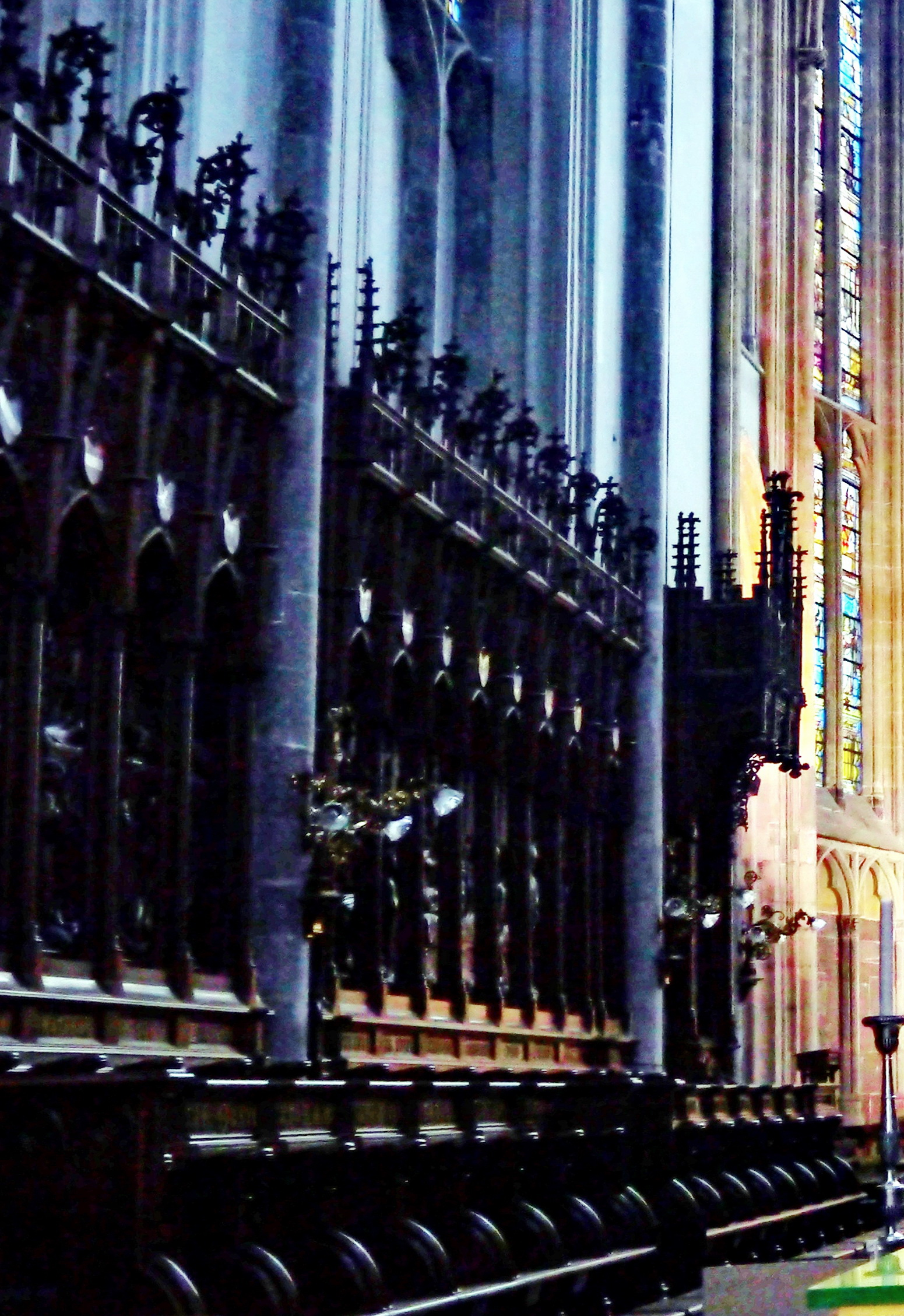
Neogotische koorbanken en oude bisschopszetel
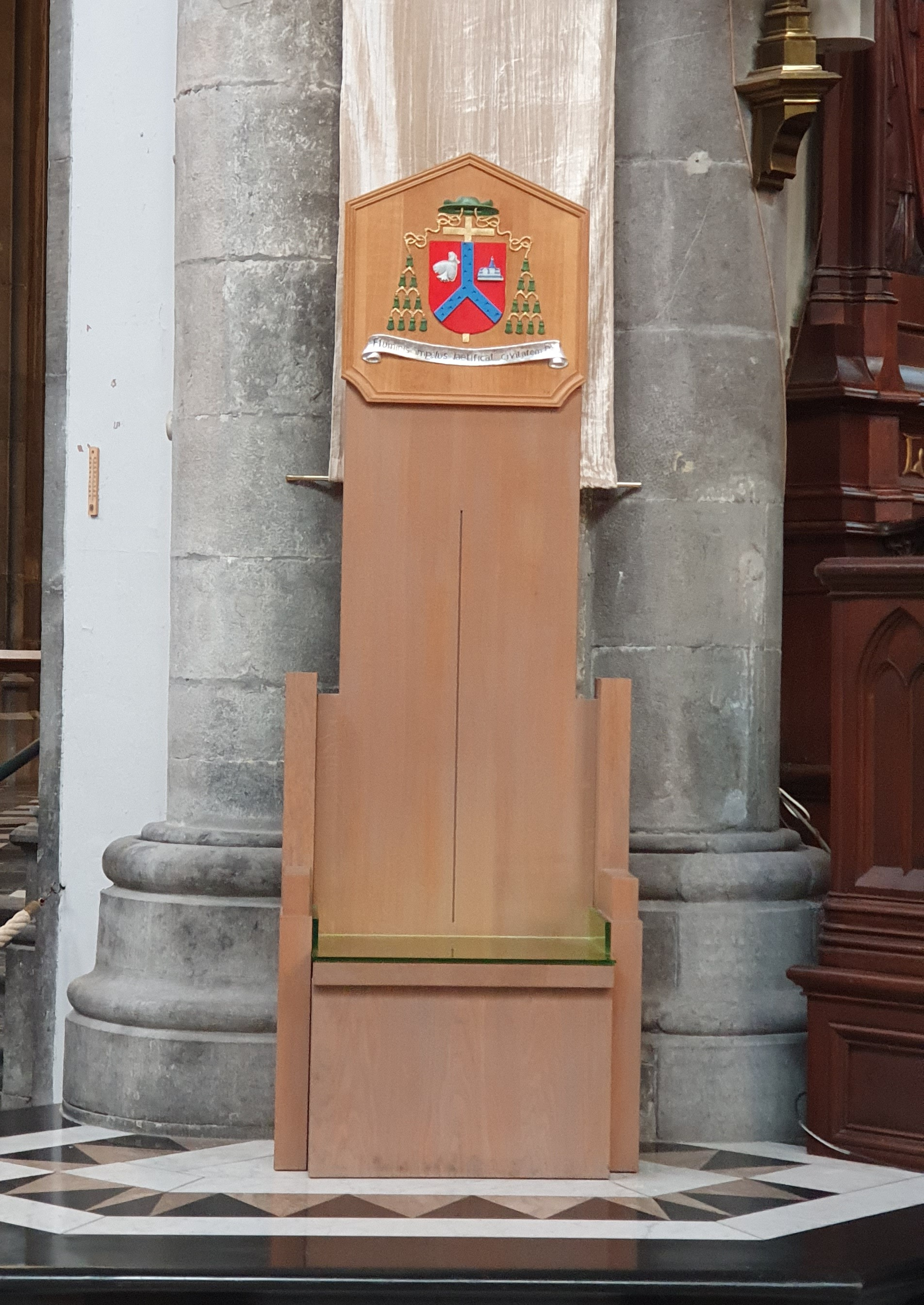
Moderne bisschopszetel

### Kruisgang
De kruisgang of kloostergang van de kathedraal bestaat uit drie met elkaar verbonden gangen, die een binnentuin (pandhof) omsluiten. De gangen dateren uit de tweede helft van de vijftiende en het begin van de zestiende eeuw. De westelijke gang is de oudste en meest indrukwekkende. Deze is 17,5 meter lang en 4,75 meter breed en staat in verbinding met de kerk via een deur met daarboven een houten kruisbeeld. Aan de kruisgang grenzen diverse bijgebouwen, waaronder de kapittelzaal, die toegankelijk is via de oostelijk kloostergang.

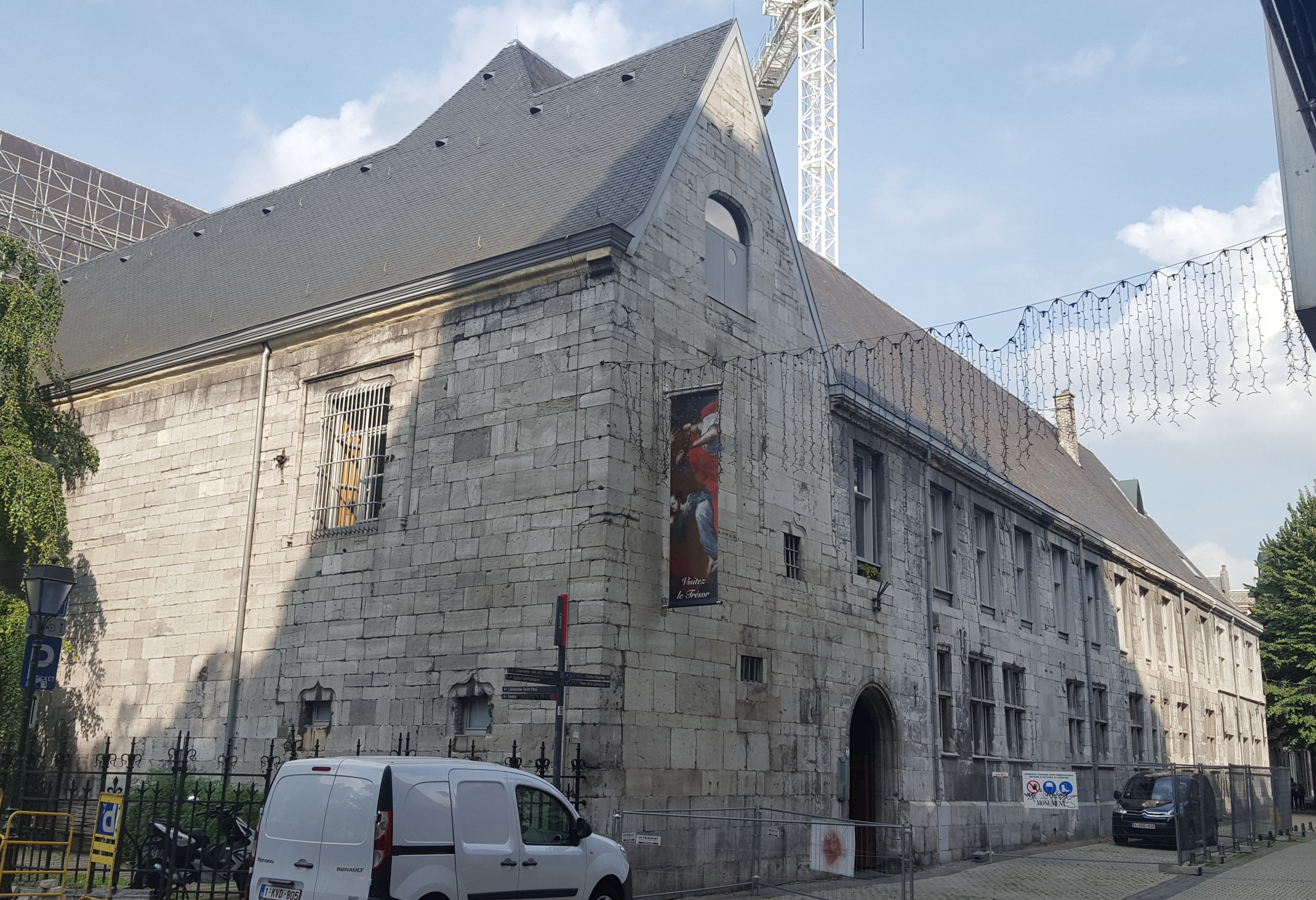
West- en zuidvleugel
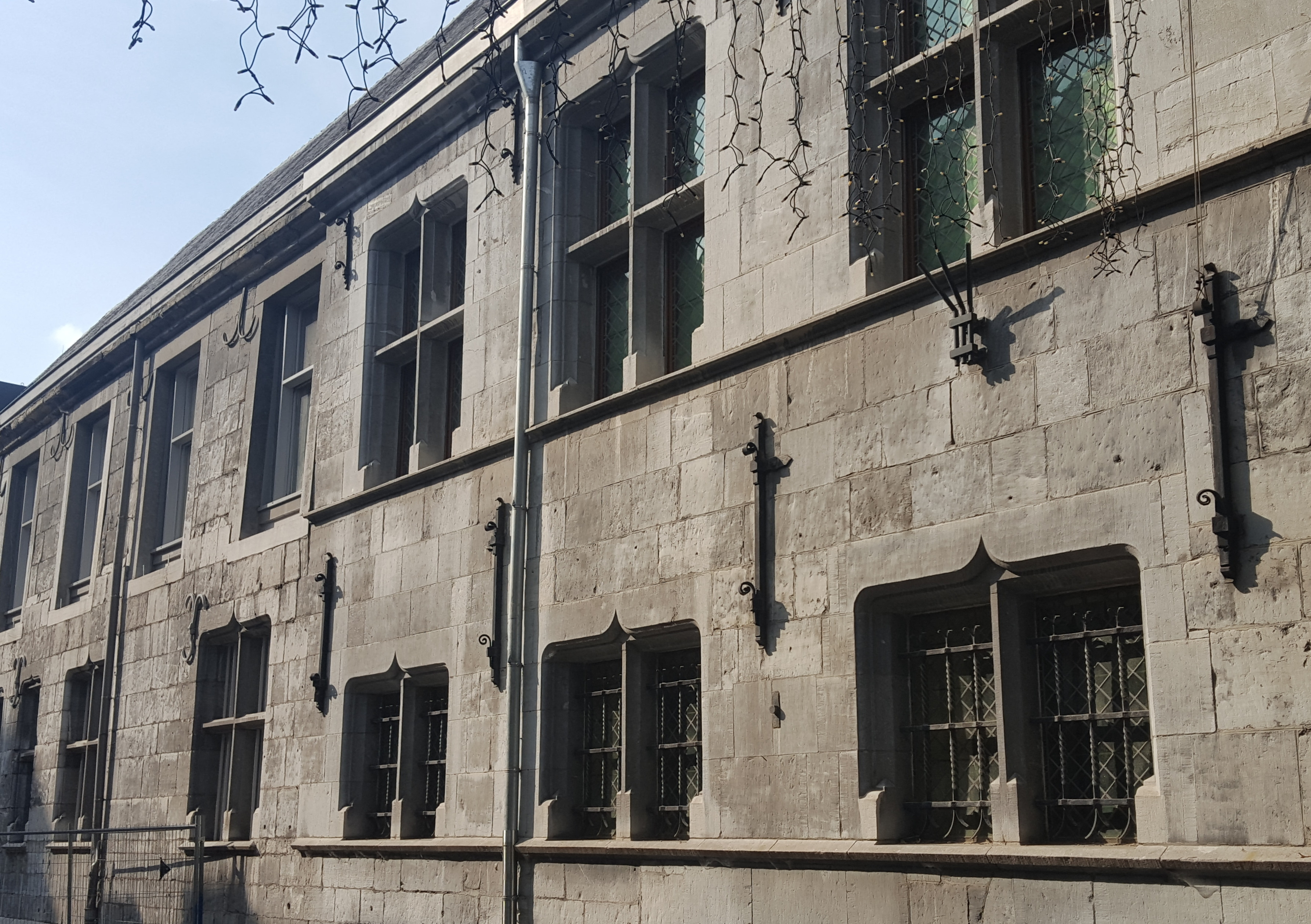
Detail zuidvleugel
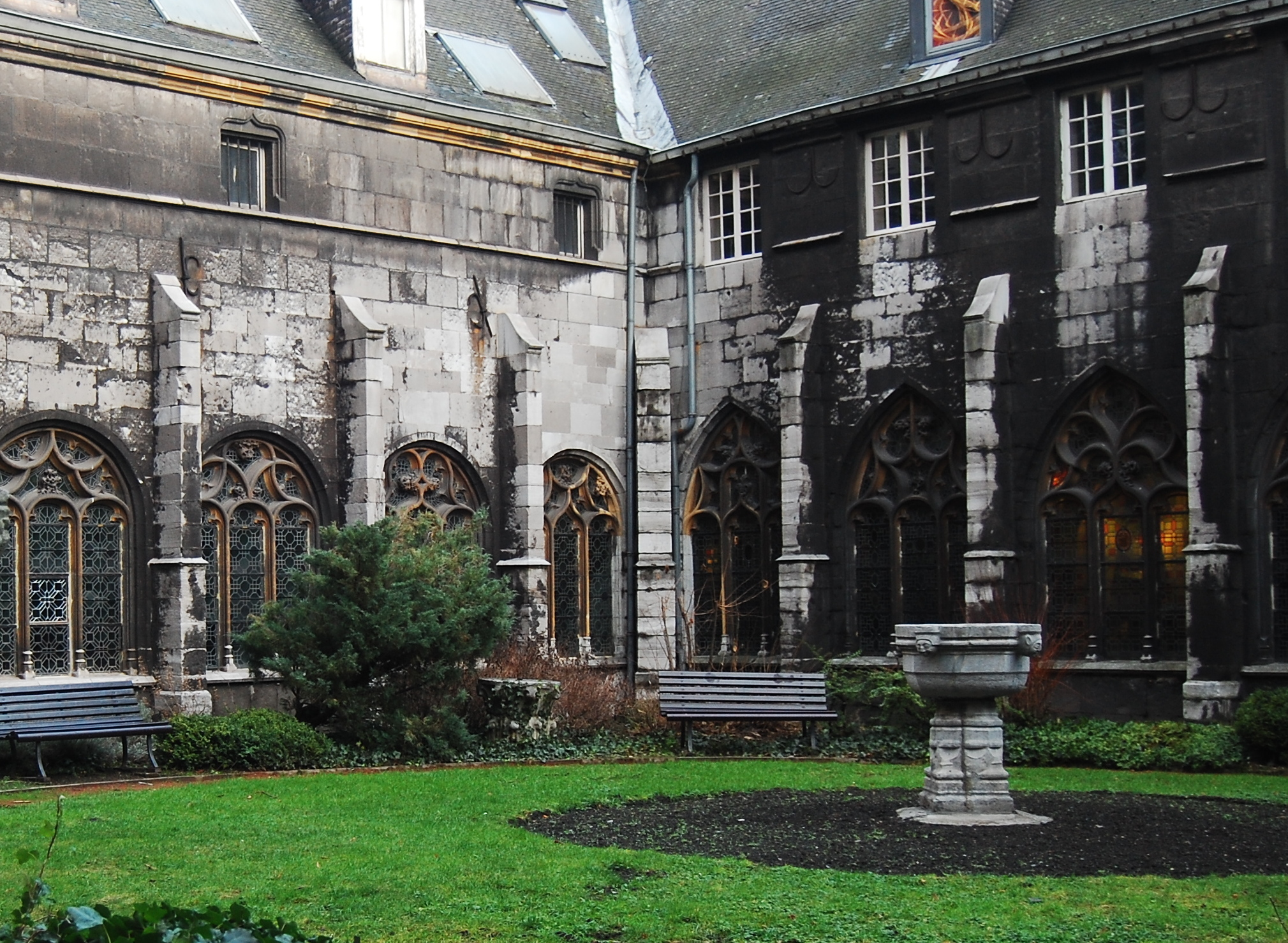
Pandhof voor de restauratie
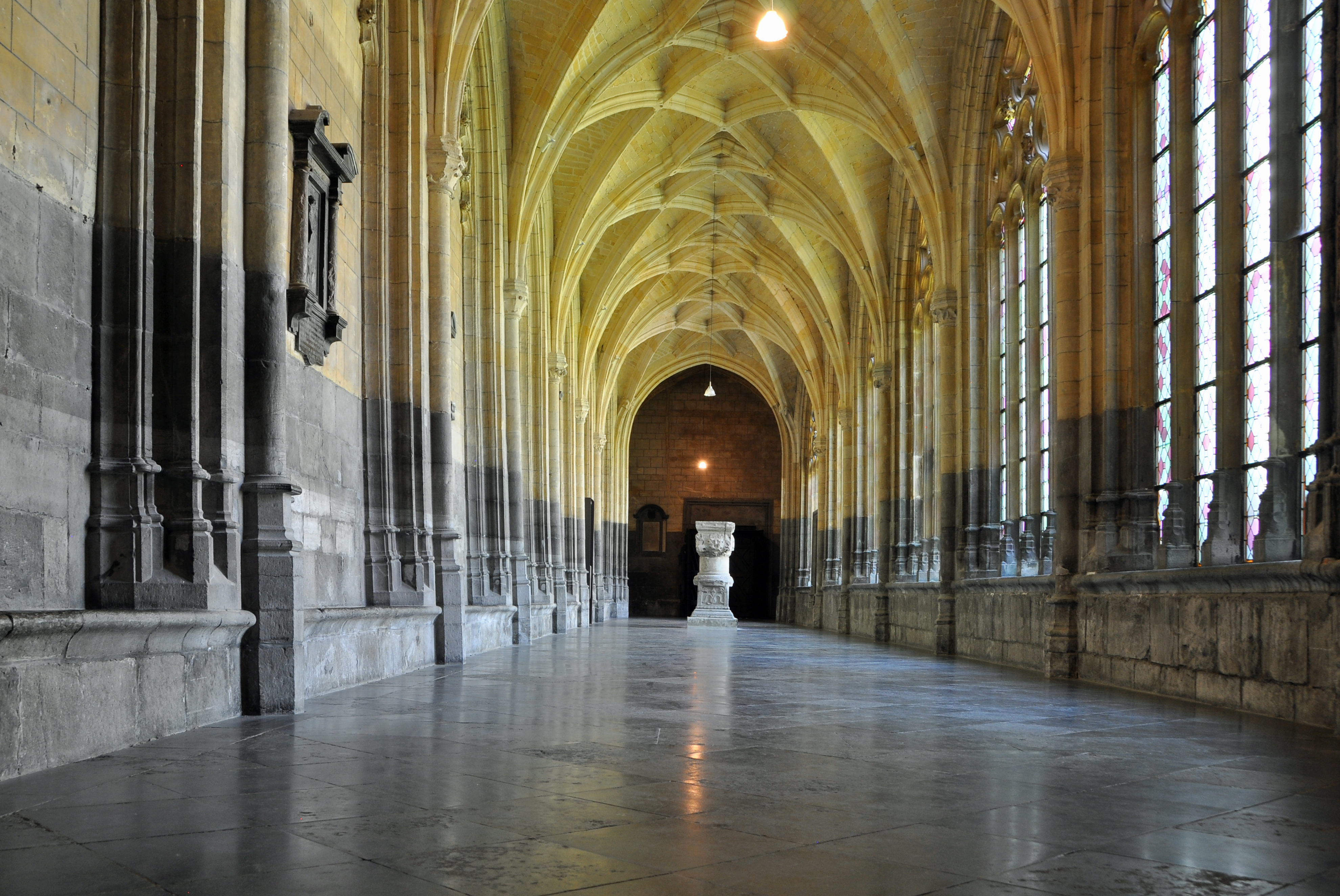
Westelijke kloostergang

#### Lapidarium
In de kloostergangen bevinden zich diverse grafzerken, epitaven en bouwsculptuurfragmenten. Zo is er een zestiende-eeuws zuilfragment afkomstig uit het Paleis van de Prins-bisschoppen en een epitaaf van de deken en kunstmecenas Jean Stouten († 1557). Hier bevinden zich tevens het grafmonument van prins-bisschop George Lodewijk van Bergen en dat van Franciscus Karel van Velbrück van François-Joseph Dewandre. Beide monumenten zijn gereconstrueerd met gebeeldhouwde fragmenten, die tijdens de afbraak van de Sint-Lambertuskathedraal gered konden worden.

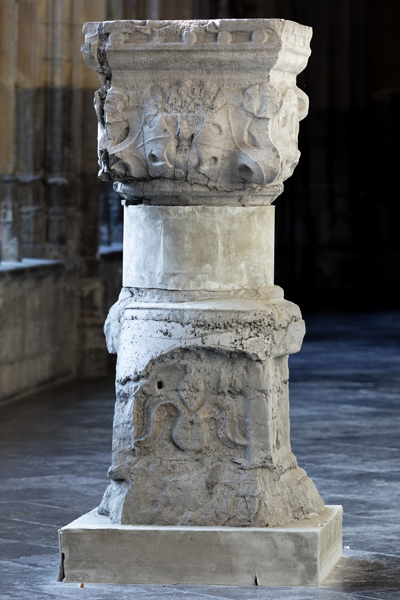
Zuilfragment van het prins-bisschoppelijk paleis, 16e eeuw
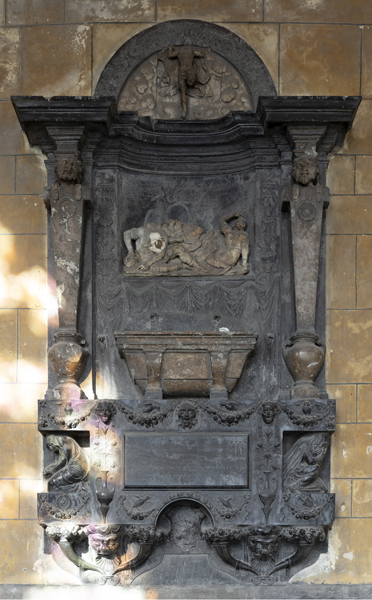
Epitaaf van deken Jean Stouten, 1557
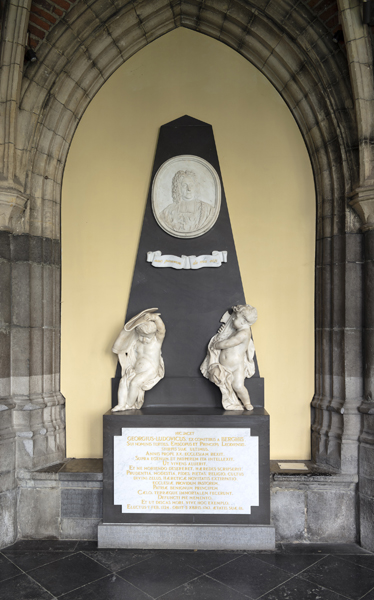
Grafmonument van George Lodewijk van Bergen, 1744
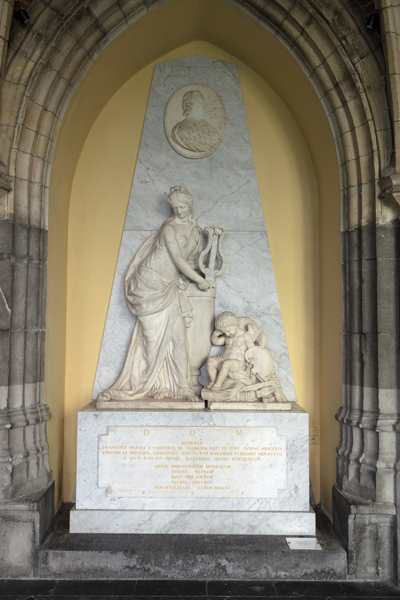
Grafmonument Franciscus Karel van Velbrück, 1784

#### Schatkamer
De aan de kruisgang grenzende gebouwen zijn ingericht als kerkelijke schatkamer. De kerkschat van de kathedraal is deels afkomstig uit de oude kathedraal. Topstukken uit de collectie zijn de reliekbuste van Sint-Lambertus en de door Karel de Stoute geschonken gouden reliekhouder. Verder zijn er ivoorreliëfs uit de elfde eeuw, houten beelden uit de middeleeuwen en de baroktijd, zilveren beelden uit de zeventiende eeuw, liturgische voorwerpen, schilderijen, boeken en prenten, en een belangrijke textielschat.

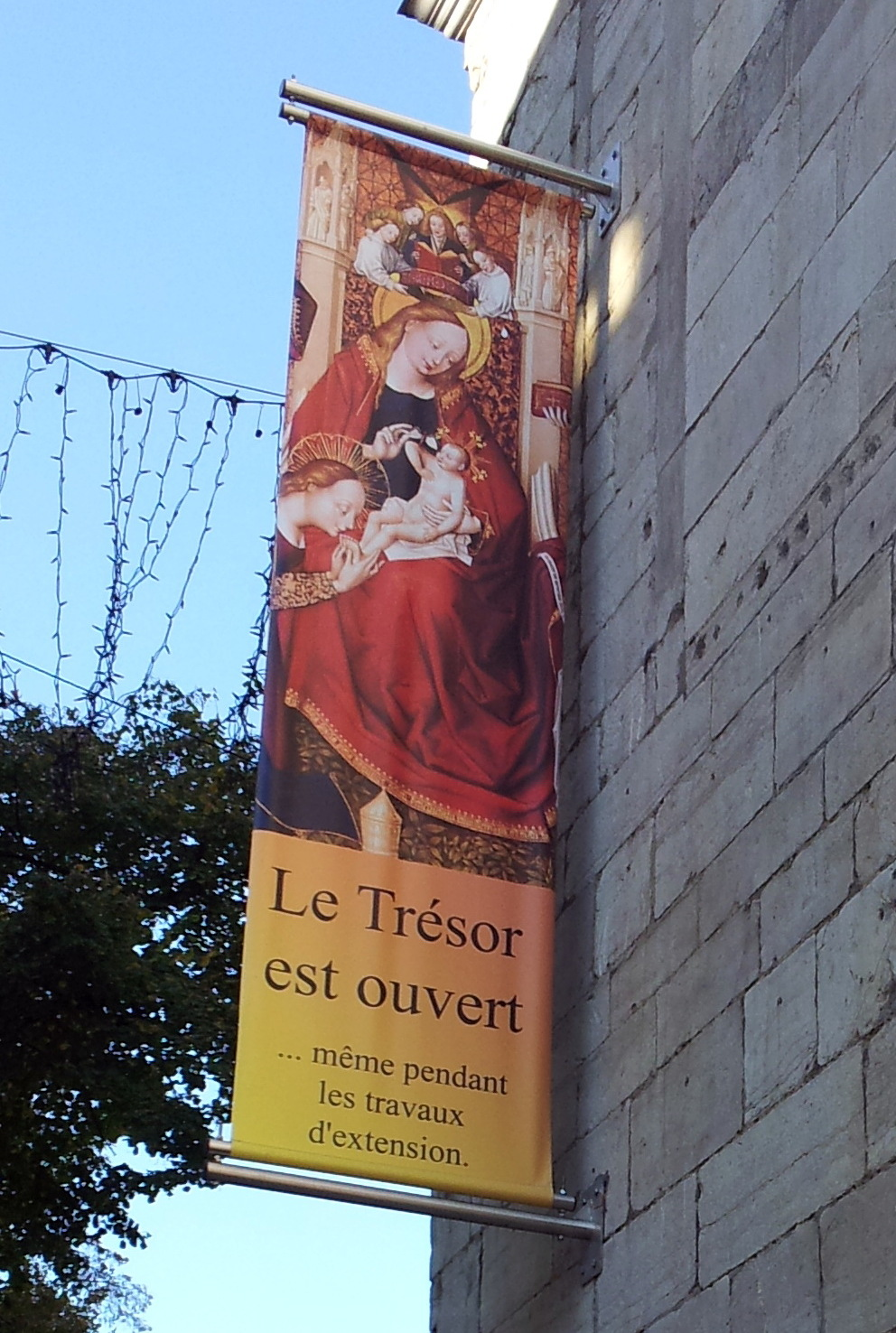
Banier bij de entree
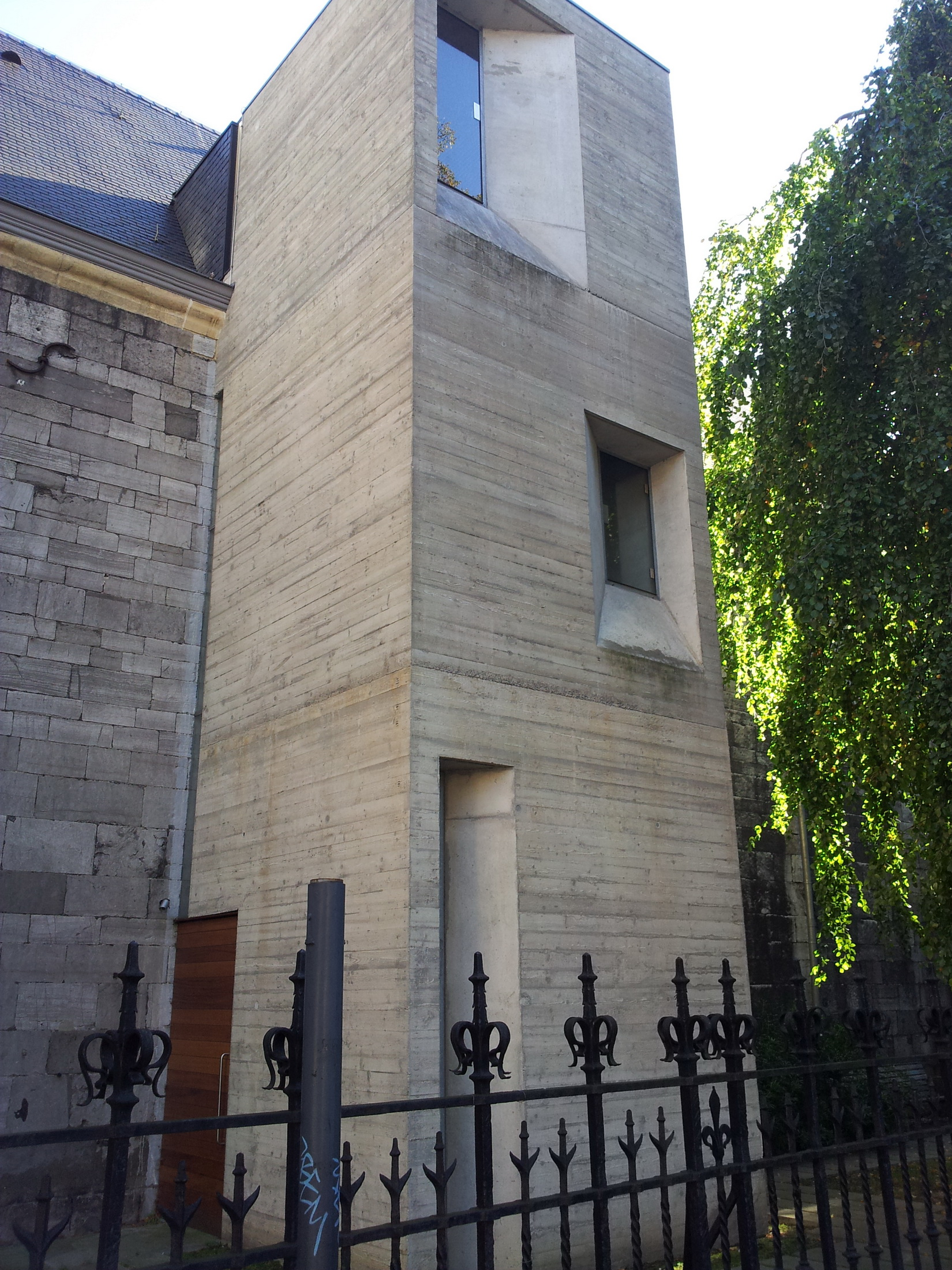
Nieuwbouw schatkamer
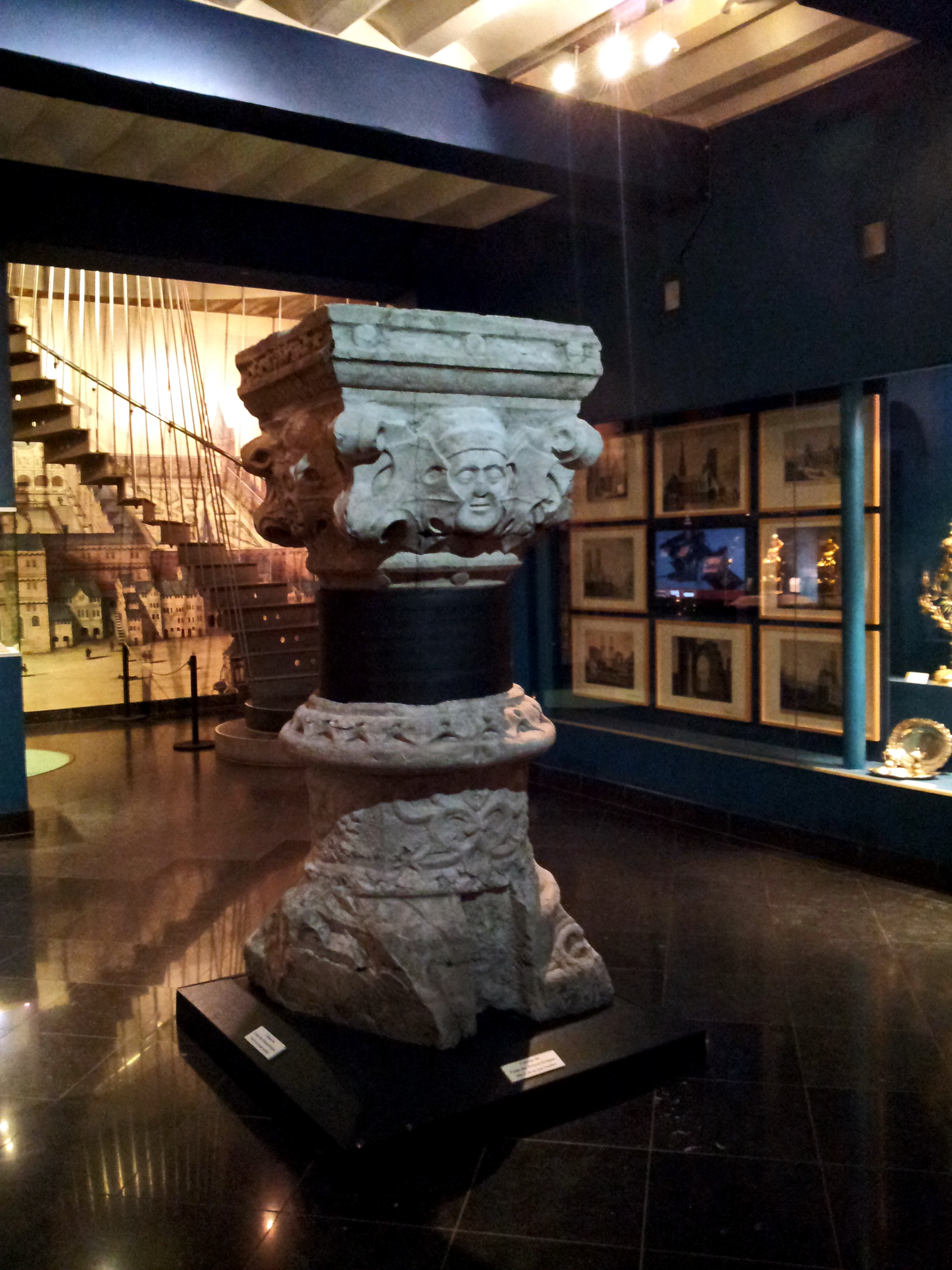
Zaaloverzicht
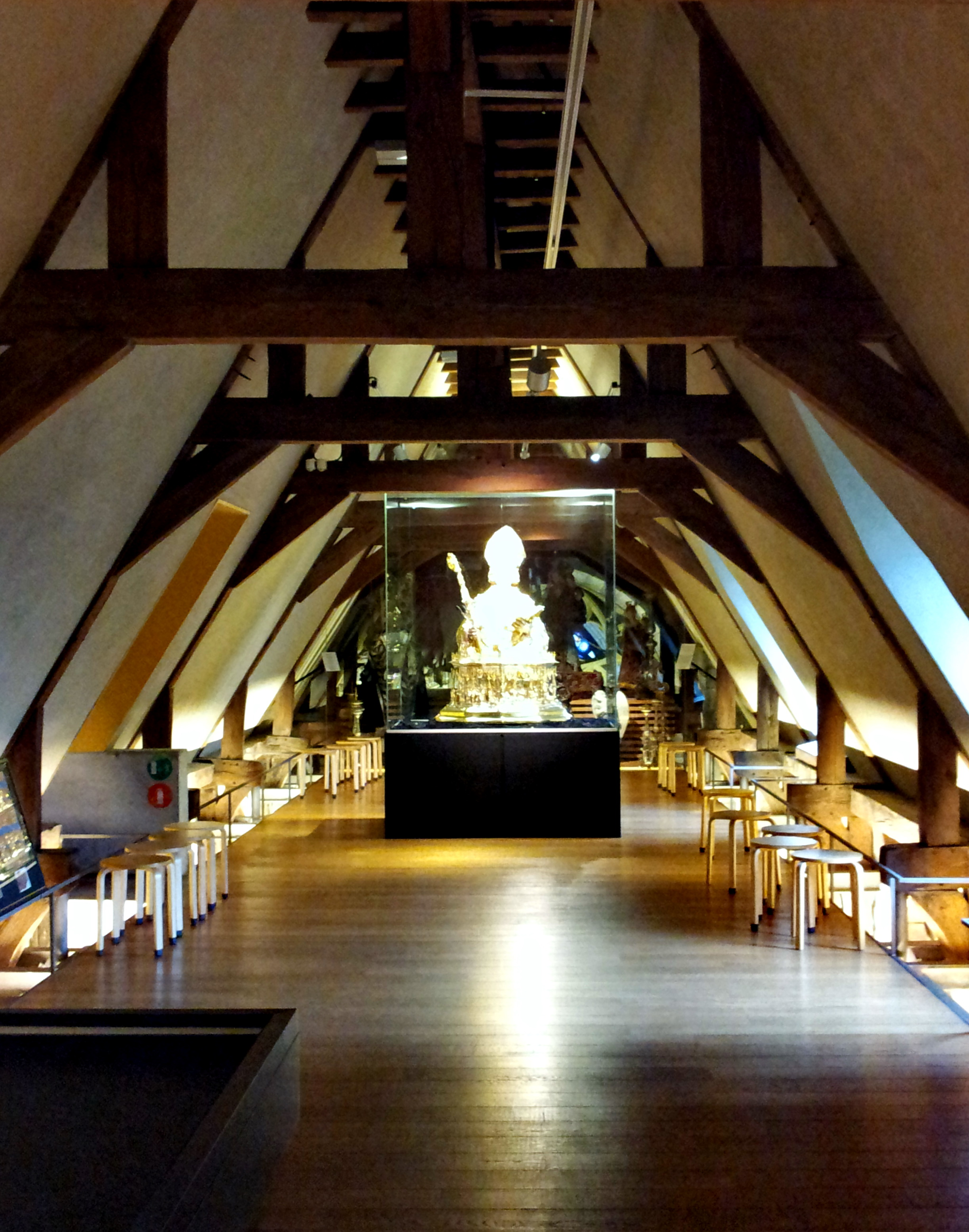
Idem, met Lambertusbuste